# Asterales
Le Asterales Lindl., 1833 sono un ordine di piante spermatofite dicotiledoni. Si tratta senz'altro di uno dei maggiori gruppi tra le piante della divisione delle Magnoliofite.

## Etimologia
Il nome dell'ordine deriva da un genere della famiglia Asteraceae (Aster) la cui etimologia deriva dal greco e significa (in senso ampio) "fiore a stella". Fu introdotto da Carl von Linné (1707 – 1778) biologo e scrittore svedese, considerato il padre della moderna classificazione scientifica degli organismi viventi, ma sicuramente tale denominazione era conosciuta fin dall'antichità. Dioscoride (Anazarbe, 40 circa – 90 circa), medico, botanico e farmacista greco antico che esercitò a Roma ai tempi dell'imperatore Nerone, ad esempio fa riferimento ad un Astro attico (un fiore probabilmente dello stesso genere).
Il nome scientifico è stato definito per la prima volta dal botanico inglese John Lindley  (Catton, 8 febbraio 1799 – Turnham Green, 1º novembre 1865) nella pubblicazione Nixus Plantarum - pag.20 del 1833.

## Descrizione
Le specie di questo ordine sono per lo più erbe annuali o perenni; sono presenti comunque anche portamenti arbustivi e arborei. Diverse famiglie contengono inulina.
Le foglie lungo il caule in maggioranza sono disposte in modo alterno e sono prive di stipole. Possono essere picciolate oppure sessili. La lamina è intera  (semplice) oppure lobato-pennata (composta) con margini sia interi che dentato-seghettati.
Le infiorescenze possono essere sia solitarie (scapose) che formate con molti fiori aggregati variamente, sia in posizione ascellare che terminale. Spesso formano dei capolini protetti da diverse brattee (formanti un involucro) al cui interno un ricettacolo fa da base ai fiori di due tipi: quelli esterni ligulati e quelli interni tubulosi (Asteraceae).
I fiori sono normalmente ermafroditi e tetraciclici (con i quattro verticilli fondamentali delle Angiosperme: calice – corolla – androceo – gineceo); nella maggioranza dei casi sono inoltre pentameri (ogni verticillo ha cinque elementi). La variazione del numero degli organi per verticillo è un carattere tassonomico utile a distinguere una famiglia dall'altra. La simmetria dei fiori può essere actinomorfa (fiori tubulosi) o zigomorfa (fiori ligulati). Inoltre i fiori ligulati possono presentarsi in modo bilabiato. Alcune famiglia (Campanulaceae e Stylidiaceae) presentano il carattere della resupinazione.
Calice: i sepali del calice normalmente sono fusi insieme (non nelle famiglie Alseuosmiaceae e Menyanthaceae) oppure in Asteraceae sono ridotti ad una coroncina di squame e sono sostituiti da un pappo di struttura variabile con la funzione di agevolare la dispersione dei semi.
Corolla: i petali della corolla sono liberi solamente nelle Carpodetoideae (sottofamiglia della famiglia Rousseaceae), Phellinaceae e in alcuni casi delle Argophyllaceae, Pentaphragmataceae e nella sottofamiglia Donatioideae (famiglia Stylidiaceae); altrimenti sono fusi almeno alla base.
Androceo: l'androceo normalmente è isomero con il calice e la corolla, e gli stami sono disposti in modo alternato ai petali. Solamente nella famiglia Stylidiaceae il numero degli stami è limitato a due o tre e formano con il gineceo un gimnostemio. Altrimenti gli stami possono essere inseriti nella corolla oppure no. Le antere sono tetrasporangiate, basifisse e normalmente introrse. Nelle Asteraceae le antere formano un manicotto circondante lo stilo. Il polline è per lo più tricolporato, ma sono presenti pollini colpati o porati con diverse numeri di aperture.
Gineceo: l'ovario normalmente è infero (o semi infero) con uno o più loculi derivato da due carpelli sincarpici. L'ovario supero è presente nelle Carpodetoideae (sottofamiglia della famiglia Rousseaceae) e in alcune specie delle Goodeniaceae e delle Campanulaceae; inoltre è supero in Phellinaceae e Menyanthaceae. Gli ovuli normalmente sono anatropi con endosperma. Lo stilo è singolo con uno o due stigmi.
I frutti sono delle capsule o acheni, raramente delle bacche o drupe. In alcune famiglie (Asteraceae) è presente un pappo. I semi contengono due cotiledoni.

## Riproduzione
- Impollinazione: l'impollinazione avviene per lo più tramite insetti (impollinazione entomogama).
- Riproduzione: la fecondazione avviene fondamentalmente tramite l'impollinazione dei fiori (vedi sopra).
- Dispersione: i semi cadendo a terra (dopo essere stati trasportati per alcuni metri dal vento per merito del pappo, se presente – disseminazione anemocora) sono successivamente dispersi soprattutto da insetti tipo formiche (disseminazione mirmecoria). In alcuni casi la dispersione è fatta per opera di uccelli (la famiglia Turdidae nel caso del genere Phelline). Nelle Goodeniaceae la dispersione è soprattutto attuata da animali, specialmente nelle specie con drupe a mesocarpo carnoso. In altri casi la dispersione dei semi si è adattata agli ambienti acquatici (Menyanthaceae).

## Distribuzione e habitat
A parte le tre famiglie cosmopolite Campanulaceae, Asteraceae e Menyanthaceae che hanno centri di diversità nell'Africa meridionale, nel Sud America (zone andine), ma anche in Eurasia (tra il Mediterraneo e l'Himalaya), tutte le altre famiglie dell'ordine sono concentrate soprattutto nell'emisfero meridionale (soprattutto in Australia). L'habitat è tra i più diversi (relativi alle zone temperate, subtropicale o tropicale, ma anche subartiche). Nella tabella più sotto sono indicate la distribuzioni delle famiglie dell'ordine.

## Tassonomia
Le Asterales si collocano nel nucleo centrale del clade delle Campanulidi, all'interno del grande clade delle Asteridi, l'altro grande clade è quello delle Rosidi che insieme formano le Eudicotiledoni basali (o Eudicotiledoni centrali). Con il clade Asteridi, le Asterales condividono la presenza di un solo tegumento (strato esterno protettivo che racchiude lo sporangio di un ovulo), dall'ovulo tenuinucellato (con la nocella ridotta), dai fiori simpetali con un numero di stami pari a quello dei lobi della corolla e da numerosi caratteri del DNA plastidiale.

### Panorama storico
La classificazione iniziale di John Lindley posiziona le Asterales (con due famiglie: Compositae e Calycereae) come "Syngenesistae" nel gruppo denominato "Aggregate" con l'ovario monocarpo (sottoclasse "Monopetalae" - classe "Exogenae" [Angiosperme]).
La Classificazione di Wettstein (1935) posiziona la famiglia Compositae (ora Asteraceae), insieme alle famiglie Campanulaceae - Goodeniaceae - Stylidiaceae, nell'ordine Synandrae (sottoclasse Sympetalae - classe Dicotyledones). L'ordine Synandrae in questa classificazione è quello che più si avvicina all'attuale ordine Asterales. Le altre famiglie sono collocate in ordini diversi (Calyceraceae nell'ordine Rubiales - Menyanthaceae nell'ordine Contortae).
Il Sistema Cronquist (1960-80 circa) posiziona l'ordine Asterales nella sottoclasse Asteridae (classe Magnoliopsida). L'ordine contiene una sola famiglia: Asteraceae. Le altre famiglie hanno le seguenti collocazioni:
- Alseuosmiaceae: ordine Rosales (sottoclasse Rosidae);
- Calyceraceae: ordine Calycerales (sottoclasse Asteridae);
- Campanulaceae - Goodeniaceae - Pentaphragmataceae - Stylidiaceae: ordine Campanulales (sottoclasse Asteridae);
- Menyanthaceae: ordine Solanales (sottoclasse Asteridae);
- Phelline: famiglia Aquifoliaceae (ordine Celastrales - sottoclasse Rosidae).

### Filogenesi

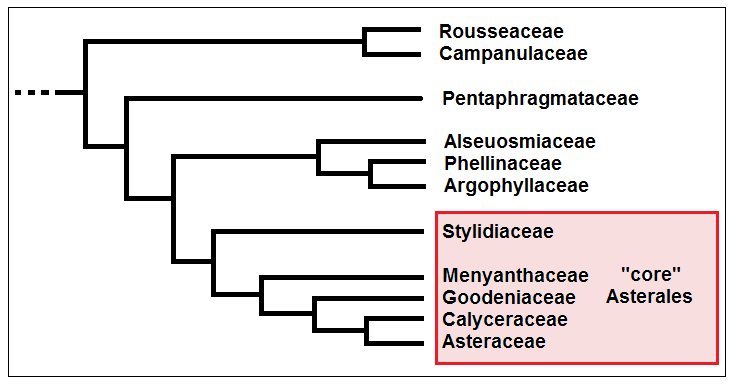
Cladogramma delle Asterales

L'ordine così come è descritto dal gruppo di botanici Classificazione APG IV è ben supportato (è un clade monofiletico) da tutte le principali analisi filogenetiche molecolari.  Caratteri che confermano la monofilia sono:
- la presenza di riserve di carboidrati (oligosaccaride inulina);
- la presenza di acido ellagico;
- il tipo di impollinazione con meccanismo "a pistone" (impollinazione secondaria).

Un altro importante carattere per questo ordine è la stretta integrazione tra gli stami e lo stilo come ad esempio il gimnostemio delle Stylidiaceae, oppure nelle Asteraceae (e altre famiglie) le antere sono fuse e circondano lo stilo, o ancora il già citato meccanismo "a pistone" delle Campanulaceae (le antere formano un tubo nel quale viene rilasciato il polline raccolto successivamente dai peli dallo stilo che nel frattempo si accresce e porta il polline verso l'esterno) o per finire nelle Goodeniaceae dove lo stigma è provvisto (nella parte inferiore) di una coppa (indusio) per la raccolta e protezione del polline.
Anche se la struttura filogenetica all'interno del clade Campanulidi non è ancora sufficientemente ben risolta per identificare il “gruppo fratello” delle Asterales, sembra comunque che il gruppo Aquifoliales rappresenti per il momento la migliore opzione anche se altri studi colleghino le Asterales al gruppo Apiales/Dipsacales.
All'interno dell'ordine, da un punto di vista filogenetico, si identificano alcuni cladi significativi. Un clade ben supportato è formato dalle famiglie Menyanthaceae, Goodeniaceae, Calyceraceae e Asteraceae. Questo clade è caratterizzato dalla presenza di venature laterali sui petali della corolla, tegumenti spessi a multistrato (maggiori di 10 cellule) e altri caratteri. All'interno di questo clade il “gruppo fratello” Calyceraceae e Asteraceae è ulteriormente caratterizzato dall'anatomia del fusto, dal tipo d'infiorescenza (a capolino), dal tipo insolito di innervazione della corolla (probabilmente una sinapomorfia) e da altri caratteri anatomici del fiore ( ovari uniloculari) e del frutto. Goodeniaceae è “gruppo fratello” di queste due famiglie, e questo clade (Goodeniaceae, Calyceraceae e Asteraceae) si distingue dall'anatomia del polline (uno strato prominente con columellae ramificata). “Gruppo fratello” del clade Menyanthaceae, Goodeniaceae, Calyceraceae e Asteraceae è la famiglia Stylidiaceae. Un altro clade ben supportato è il gruppo Alseuosmiaceae, Argophyllaceae e Phellinaceae. Un carattere comune di questo clade è il polline che si presenta 3-cellulare all'antesi e la presenza di acido ellagico.
Le famiglie fin qui trattate formano un gruppo caratterizzato dal particolare tipo di placentazione. All'estremo opposto dell'albero filogenetico (e quindi “gruppo fratello” del resto dell'ordine) è un clade composto dalle famiglie Pentaphragmataceae, Rousseaceae e Campanulaceae. Queste due ultime famiglie insieme formano un “gruppo fratello”. Questo clade può essere distinto per l'ipanzio libero e una venatura tipo reticolo denso sui petali della corolla.
In definitiva la filogenesi delle Asterales si presenta con queste linee principali:
- (1) Rousseaceae e Campanulaceae;
- (2) Pentaphragmataceae;
- (3) un clade tricotomico:

- (a) Alseuosmiaceae, Argophyllaceae e Phellinaceae;
- (b) Stylidiaceae;
- (c) Menyanthaceae, Goodeniaceae, Calyceraceae e Asteraceae.

Il gruppo formato dal clade (b) e (c) può essere considerato il "cuore" delle Asterales.
Studi particolari di tipo anatomico e ontogenetici sono stati fatti sulla posizione dell'ovario nelle Asterales. Questi studi indicano che i fiori con ovario infero si sono probabilmente evoluti due volte all'interno del gruppo. Nelle Campanulaceae l'ovario infero si è evoluto per adnazione dell'ovario all'ipanzio, mentre il carattere epigineo delle Goodeniaceae si è originato per adnazione del perianzio all'ovario.
I fossili più antichi di questo ordini risalgono all'Oligocene (circa 29 milioni di anni fa). Tuttavia considerazioni di tipo filogenetico e altre prove molecolari portano alla conclusione che l'ordine ha avuto origine nel Cretaceo (circa 100 milioni di anni fa) e da un punto di vista geografico l'origine più probabile è l'Australasia. La famiglia più numerosa (Asteraceae) invece ha avuto probabilmente origine in Sud America.
Il cladogramma a lato tratto dagli studi citati mostra l'attuale conoscenza filogenetica dell'ordine.

### Composizione dell'ordine
L'ordine si compone di 11 famiglie, 21 sottofamiglie, 44 tribù, circa 147 sottotribù, circa 1 720 generi e oltre 26 300 specie.
| Famiglia                                          | Composizione della famiglia                                                           | Distribuzione                              |
| ------------------------------------------------- | ------------------------------------------------------------------------------------- | ------------------------------------------ |
| Alseuosmiaceae Airy Shaw, 1964                    | 3 generi 10 specie                                                                    | Nuova Zelanda, Nuova Caledonia e Australia |
| Argophyllaceae (Engl.) Takh., 1987                | 2 generi circa 20 specie                                                              | Australia                                  |
| Asteraceae Martinov, 1820                         | 12 sottofamiglie 44 tribù circa 147 sottotribù oltre 1 600 generi oltre 23 000 specie | Cosmopolita                                |
| Calyceraceae R.Br. ex Rich., 1820                 | 6 generi circa 70 specie                                                              | Sud America                                |
| Campanulaceae Juss., 1789                         | 5 sottofamiglie 84 generi circa 2 330 specie                                          | Cosmopolita                                |
| Goodeniaceae R.Br., 1810                          | 12 generi 429 specie                                                                  | Australia                                  |
| Menyanthaceae Dumort., 1829                       | 5 generi circa 60 specie                                                              | Cosmopolita                                |
| Pentaphragmataceae Jacob Georg Agardh, 1858       | 1 genere circa 30 specie                                                              | Malaysia e Nuova Guinea                    |
| Phellinaceae Ludwig Eduard Theodor Loesener, 1967 | 1 genere 14 specie                                                                    | Nuova Caledonia                            |
| Rousseaceae DC., 1839                             | 2 sottofamiglie 4 generi 15 specie                                                    | Australia, Nuova Guinea e Nuova Zelanda    |
| Stylidiaceae R. Br., 1810                         | 2 sottofamiglie 6 generi circa 242 specie                                             | Australia                                  |

### Chiave per le famiglie
Per meglio comprendere ed individuare le varie famiglie dell'ordine, l'elenco seguente utilizza in parte il sistema delle chiavi analitiche (vengono cioè indicate solamente quelle caratteristiche utili a distingue una famiglia dall'altra).
- Gruppo 1A: gli stami sono nello stesso numero dei petali della corolla;

- Gruppo 2A: i lobi della corolla sono alati o con appendici;

- Gruppo 3A: le piante sono delle erbe, arbusti o a portamento rampicante con fiori zigomorfi; i frutti sono delle drupe, noci o capsule; la distribuzione è soprattutto relativa all'emisfero meridionale, soprattutto Australia;

- Goodeniaceae.

- Gruppo 3B: i fiori hanno delle corolle actinomorfe;

- Gruppo 4A: le piante hanno un portamento erbaceo con habitat umidi; i fiori actinomorfi, hanno spesso i lobi dei petali fimbriati o crestati; i frutti sono delle capsule o raramente delle bacche; la distribuzione è subcosmopolita;

- Menyanthaceae.

- Gruppo 4B: le piante hanno un portamento legnoso;

- Alseuosmiaceae: il portamento delle piante è arbustivo o subarbustivo; le foglie sono ascellari con ciuffi di peli; i fiori sono actinomorfi; i sepali sono liberi; i frutti sono delle bacche.
- Argophyllaceae: il portamento delle piante è arbustivo o fatto di piccoli alberi; i fiori sono actinomorfi; i sepali sono connati; i frutti sono delle capsule o delle drupe.

- Gruppo 2B: i lobi della corolla non sono alati e non hanno appendici;

- Gruppo 5A: i petali sono liberi;

- Phellinaceae: il portamento delle piante è arbustivo o fatto di piccoli alberi; i fiori sono actinomorfi; i frutti sono delle drupe.
- Rousseaceae (sottofamiglia Carpodetoideae): il portamento delle piante è arbustivo o arboreo; i fiori sono actinomorfi; i frutti sono delle bacche o delle capsule.

- Gruppo 5B: i petali sono connati, talvolta in un corto tubo corollino;

- Gruppo 6A: l'ovario è uniloculare con un solo ovulo; le infiorescenze sono fatte di capolini con involucro;

- Asteraceae:  le piante sono delle erbe annuali o perenni con fiori sia actinomorfi che zigomorfi; il calice è modificato (ridotto e squamoso); le antere sono connate; l'inserzione dell'ovulo è apicale.
- Calyceraceae: le piante sono delle erbe annuali o perenni con fiori actinomorfi; il calice non è ridotto e squamoso; le antere sono libere; l'inserzione dell'ovulo è basale.

- Gruppo 6B: l'ovario è 2-multiloculare (raramente è uniloculare con un solo ovulo); le infiorescenze non sono formate da capolini;

- Gruppo 7A: il portamento delle piante è arbustivo rampicante con foglie disposte in modo opposto o verticillato; i fiori sono actinomorfi; i frutti sono delle bacche;

- Rousseaceae (sottofamiglia Rousseoideae).

- Gruppo 7B: non come sopra;

- Gruppo 8A: il portamento delle piante è arbustivo con fiori inclinati; il tubo della corolla è corto; gli stami sono sessili; i frutti sono delle caspsule 2-loculari;

- Alseuosmiaceae (genere Platyspermation).

- Gruppo 8B: non come sopra;

- Pentaphragmataceae: le piante sono per lo più delle erbe perenni carnose, prive di lattice e con fiori actinomorfi; la base delle foglie è asimmetrica; i frutti sono delle bacche.
- Asteraceae: le piante sono delle erbe, lianose, subarbustive, arbustive, alberose con fiori sia actinomorfi che zigomorfi contenenti lattice; le foglie sono simmetriche; i frutti sono delle capsule o bacche.

- Gruppo 1B: gli stami sono in numero minore rispetto ai petali della corolla;

- Stylidiaceae (sottofamiglia Donatioideae): le piante sono delle erbe perenni con fiori actinomorfi solitari; i lobi della corolla sono liberi; l'androceo e il gineceo sono separati.
- Stylidiaceae (sottofamiglia Stylidioideae): le piante sono delle erbe o arbusti con fiori per lo più zigomorfi; i lobi della corolla sono connati; l'androceo e il gineceo (lo stilo) sono fusi a formare il gimnostemio.

## Alcune specie

### Famiglia: Alseuosmiaceae

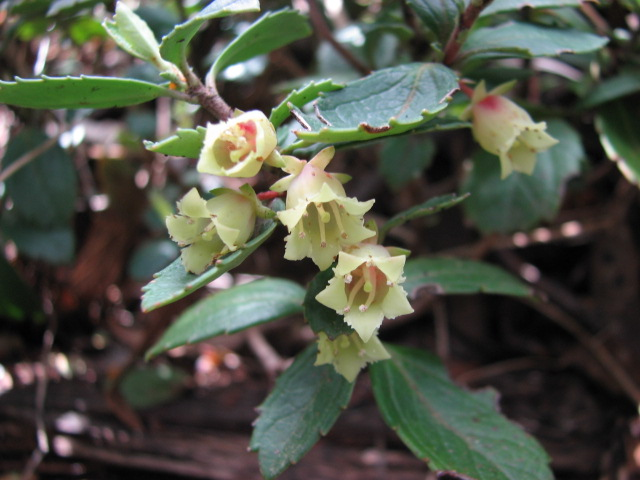
Wittsteinia vaccinacea

### Famiglia: Argophyllaceae

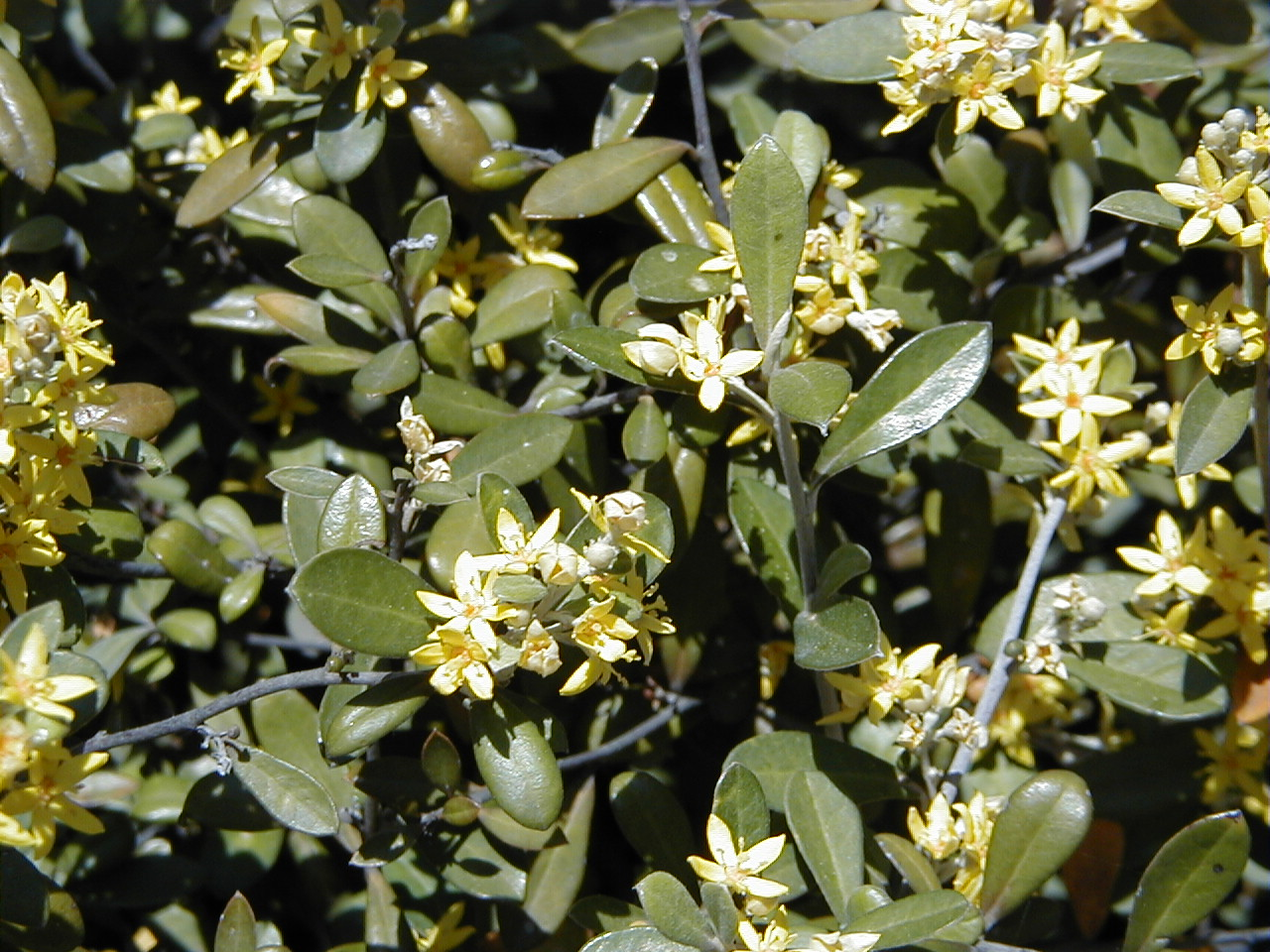
Corokia virgata
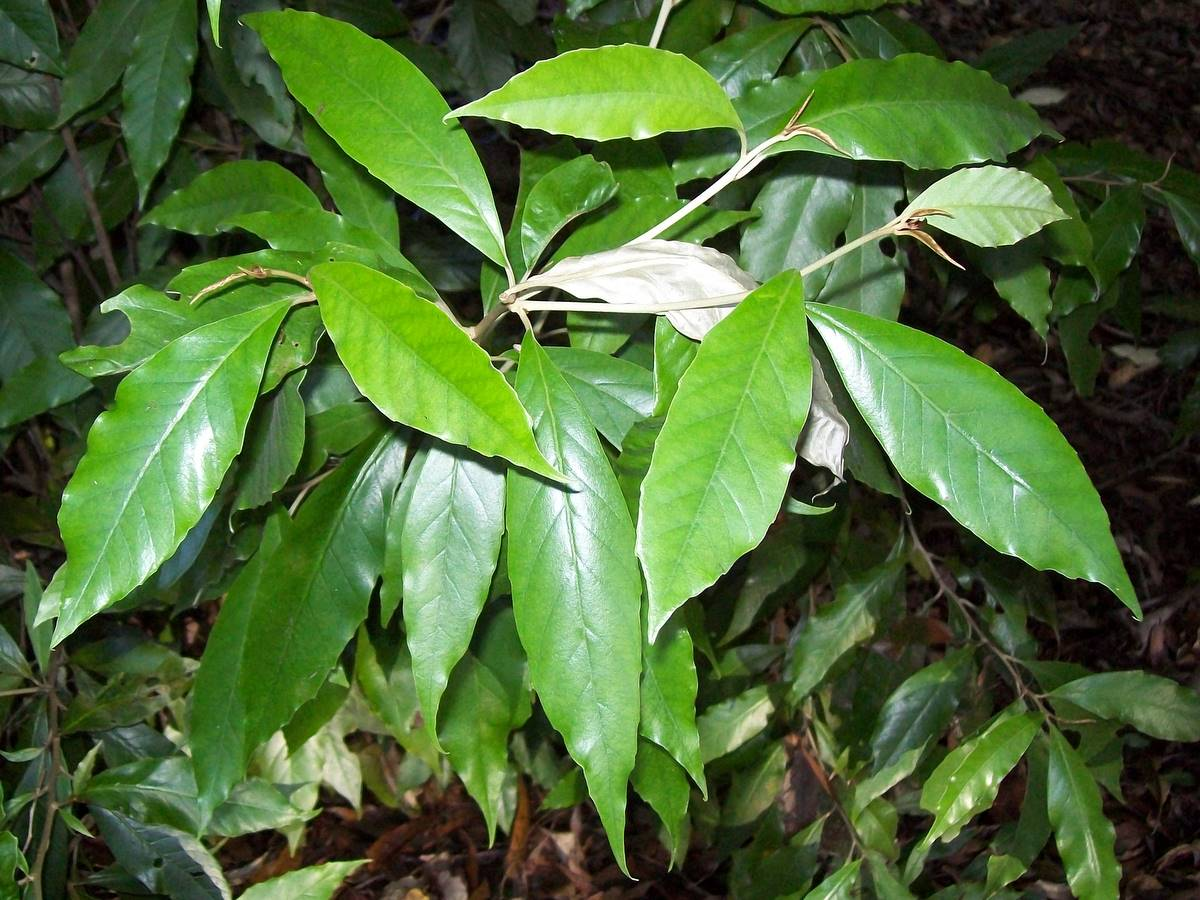
Argophyllum nullumense

### Famiglia: Asteraceae

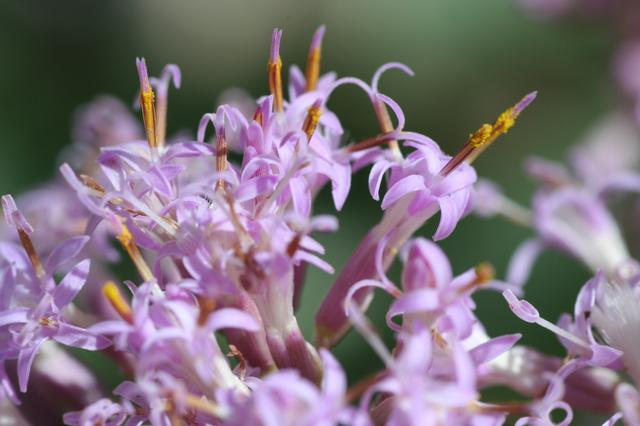
Adenostyles alpina
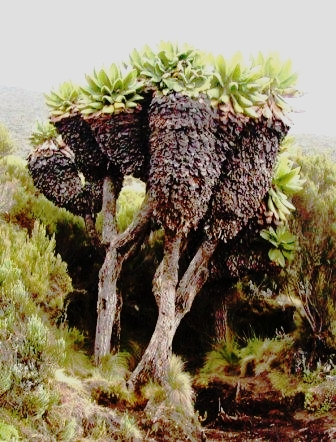
Dendrosenecio kilimanjari
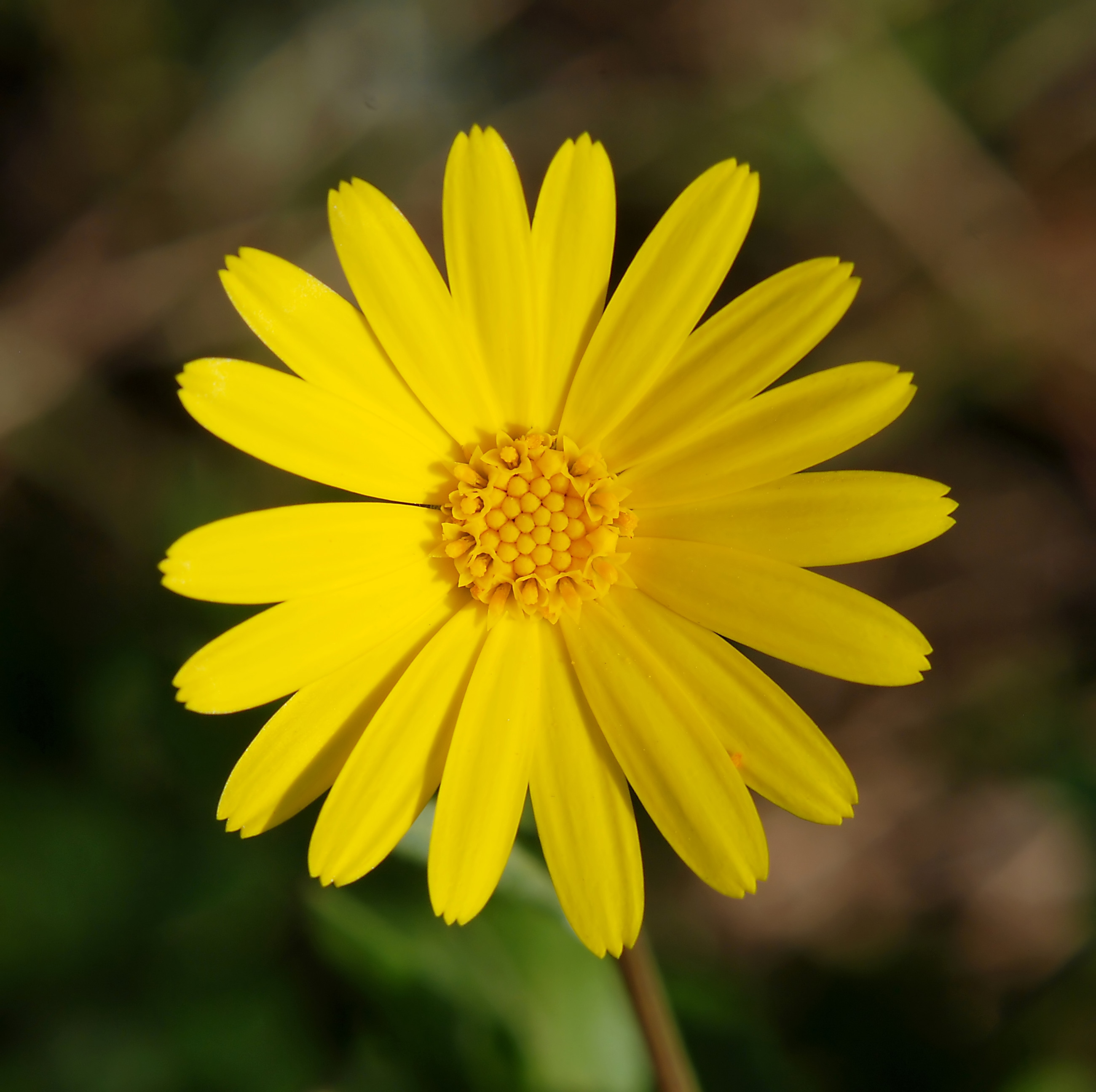
Calendula arvensis
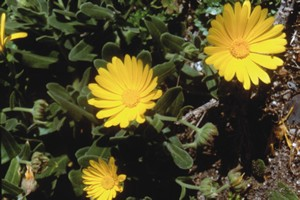
Calendula maritima
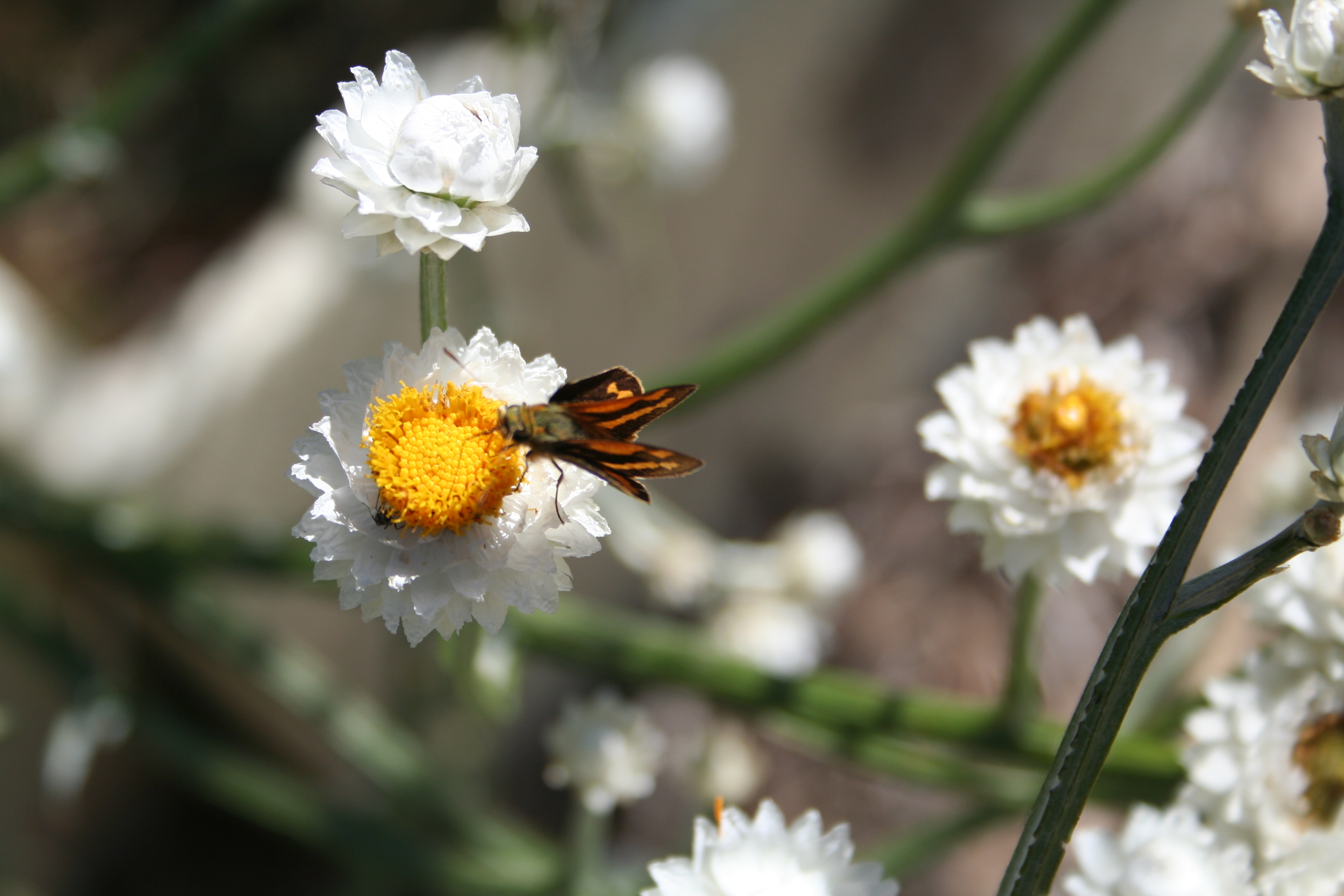
Ammobium alatum
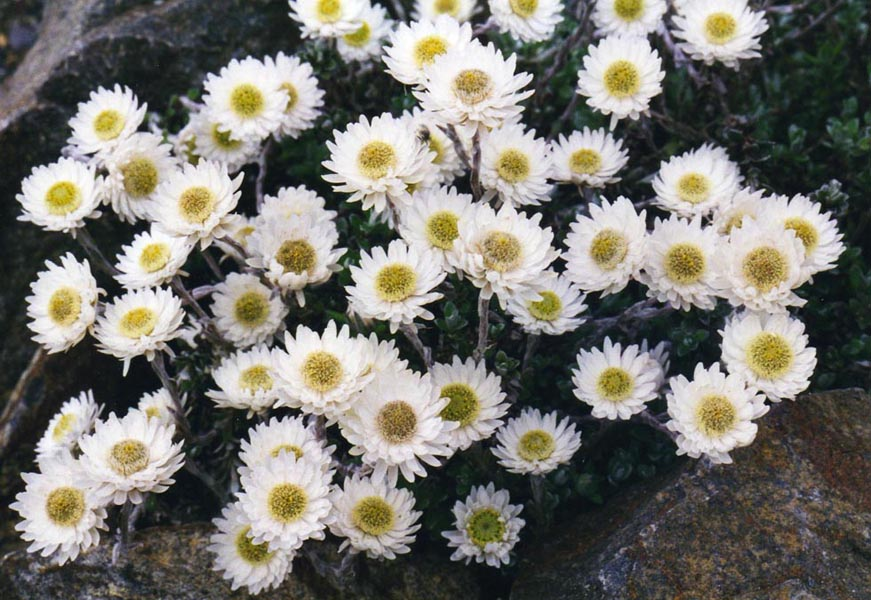
Anaphalioides bellidioides
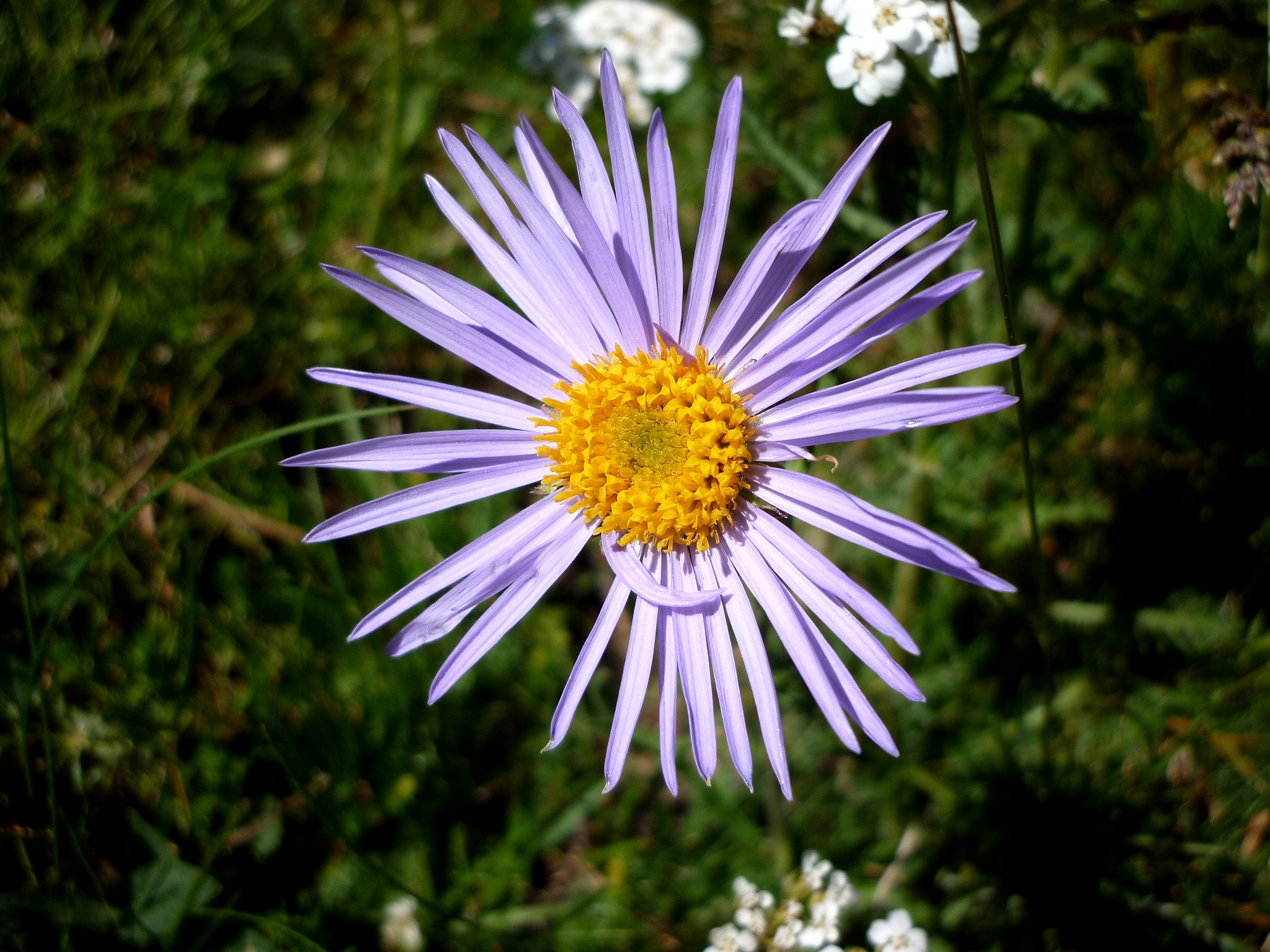
Aster alpinus (Sottotribù Asterinae)
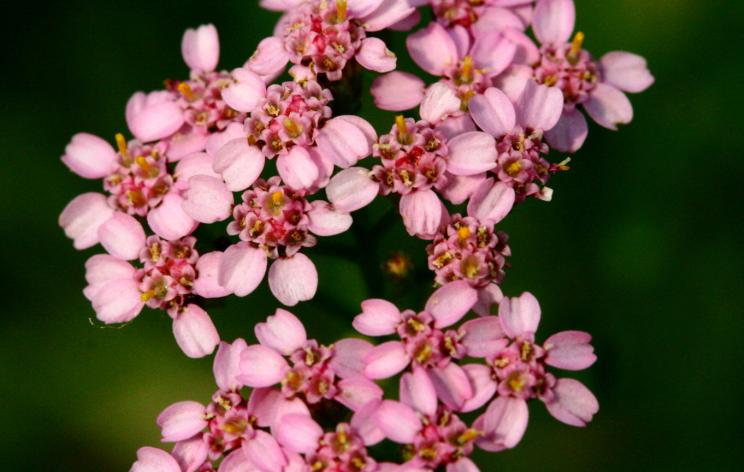
Achillea millefolium (Sottotribù Matricariinae)
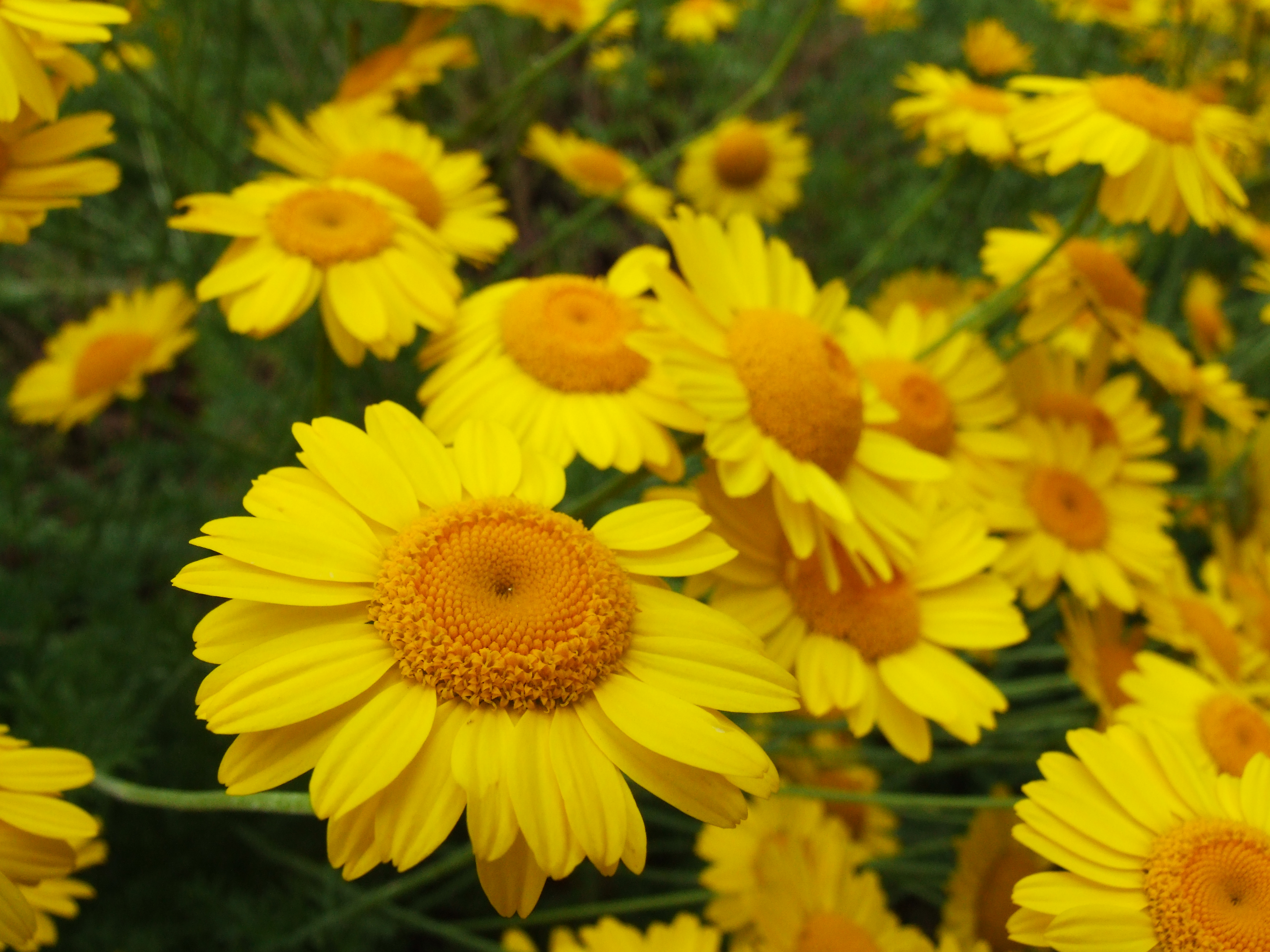
Anthemis tinctoria (Sottotribù Anthemidinae)
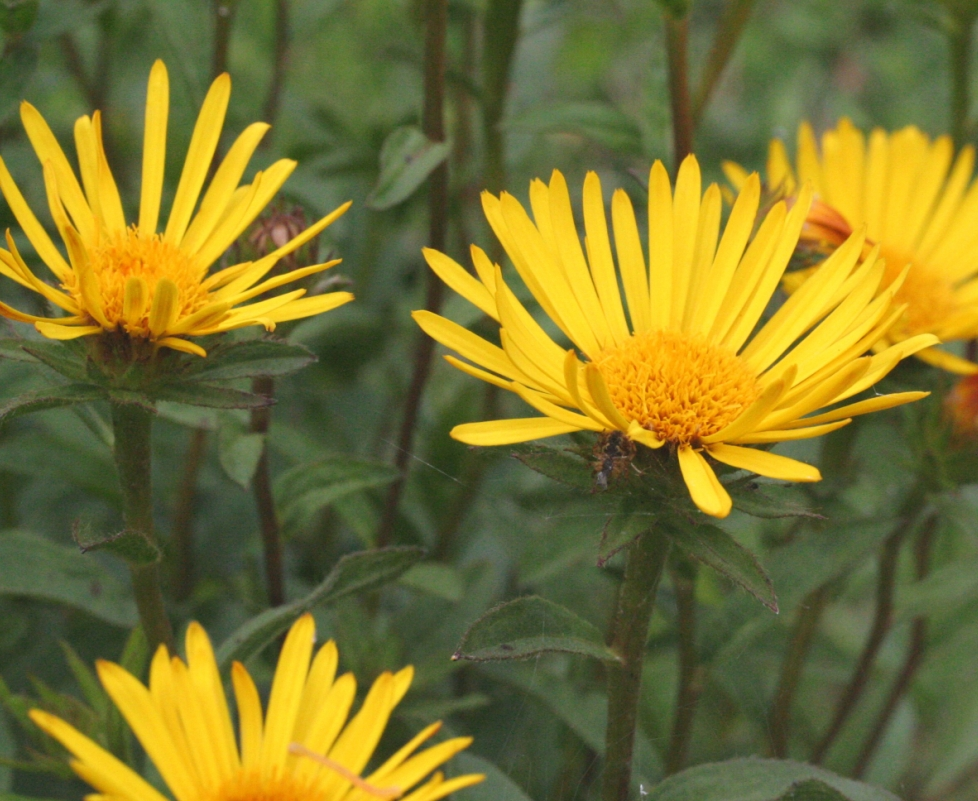
Inula hirta
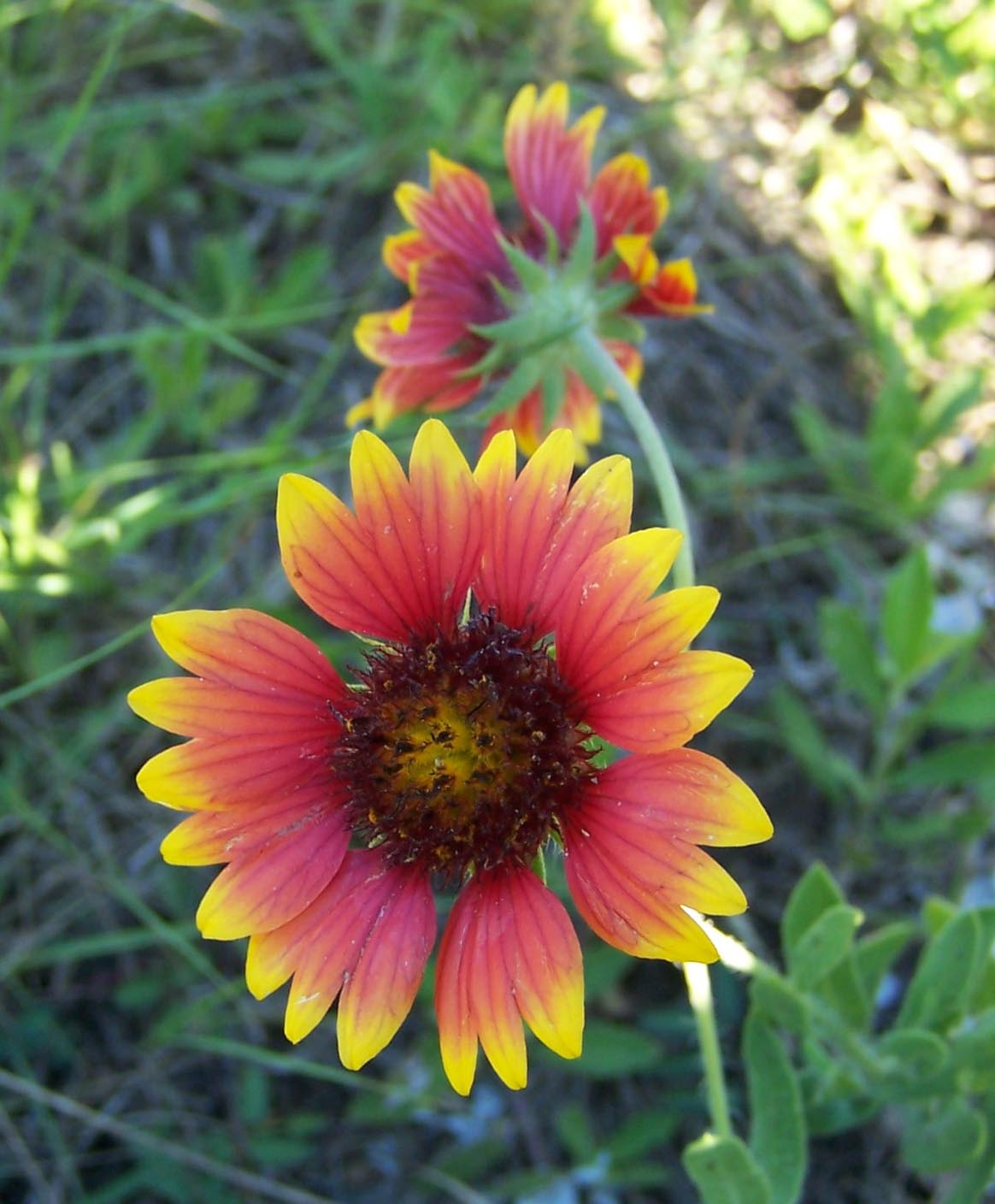
Gaillardia pulchella
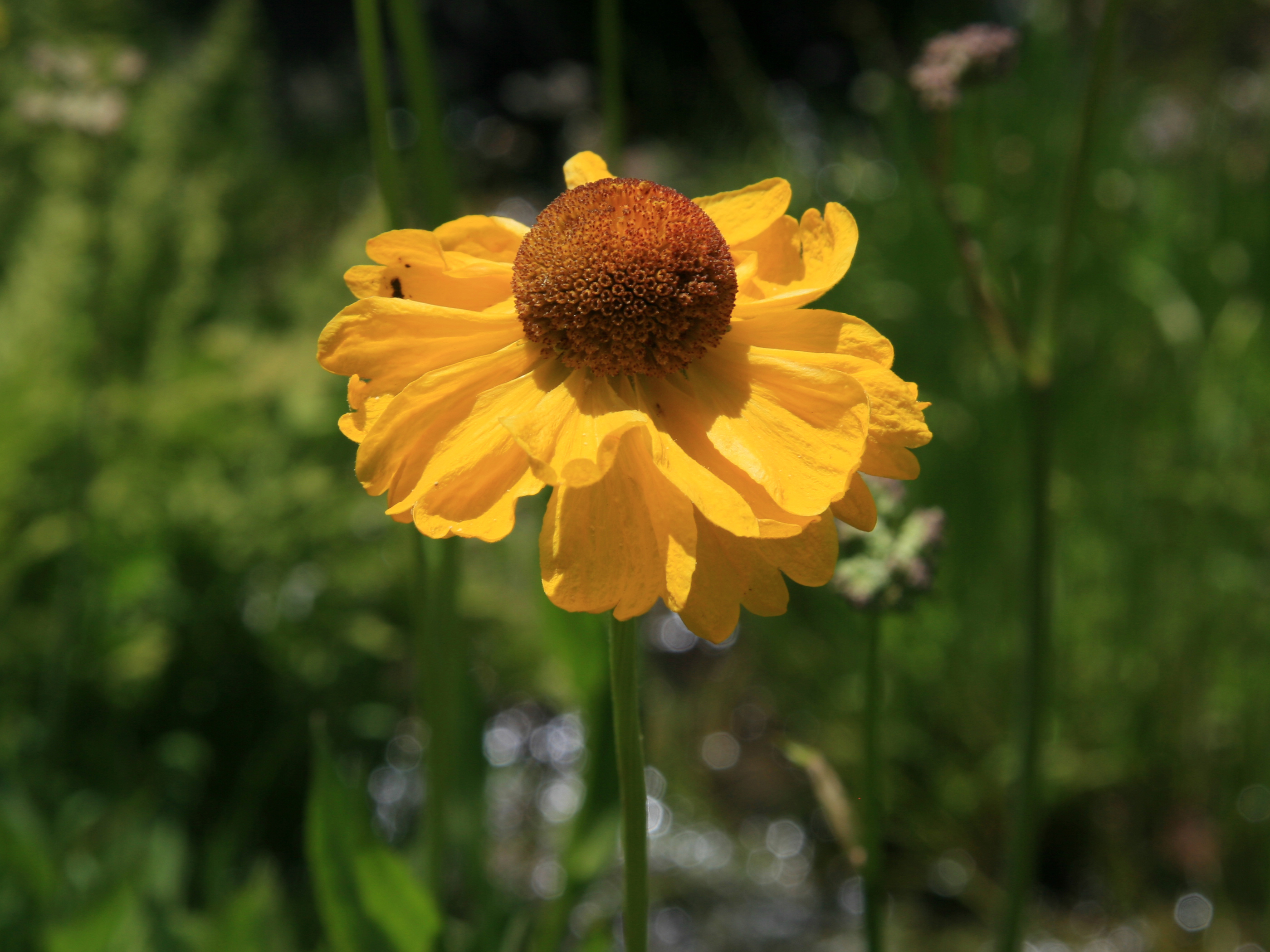
Helenium bigelovii
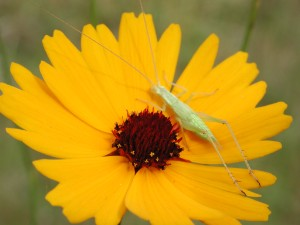
Coreopsis gladiata
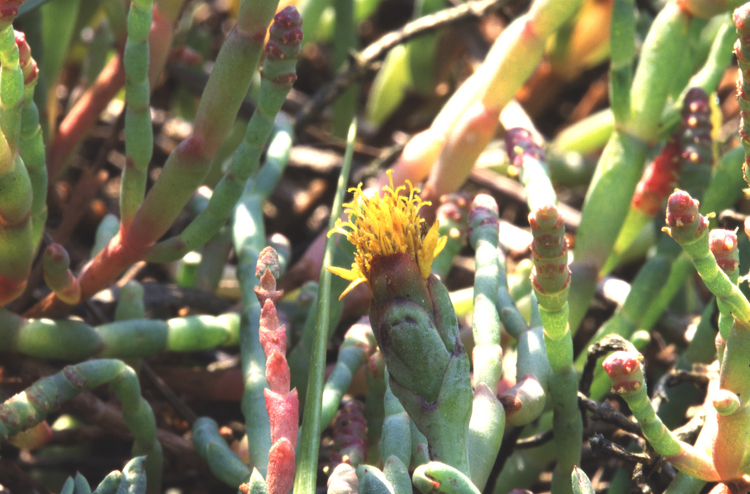
Jaumea carnosa
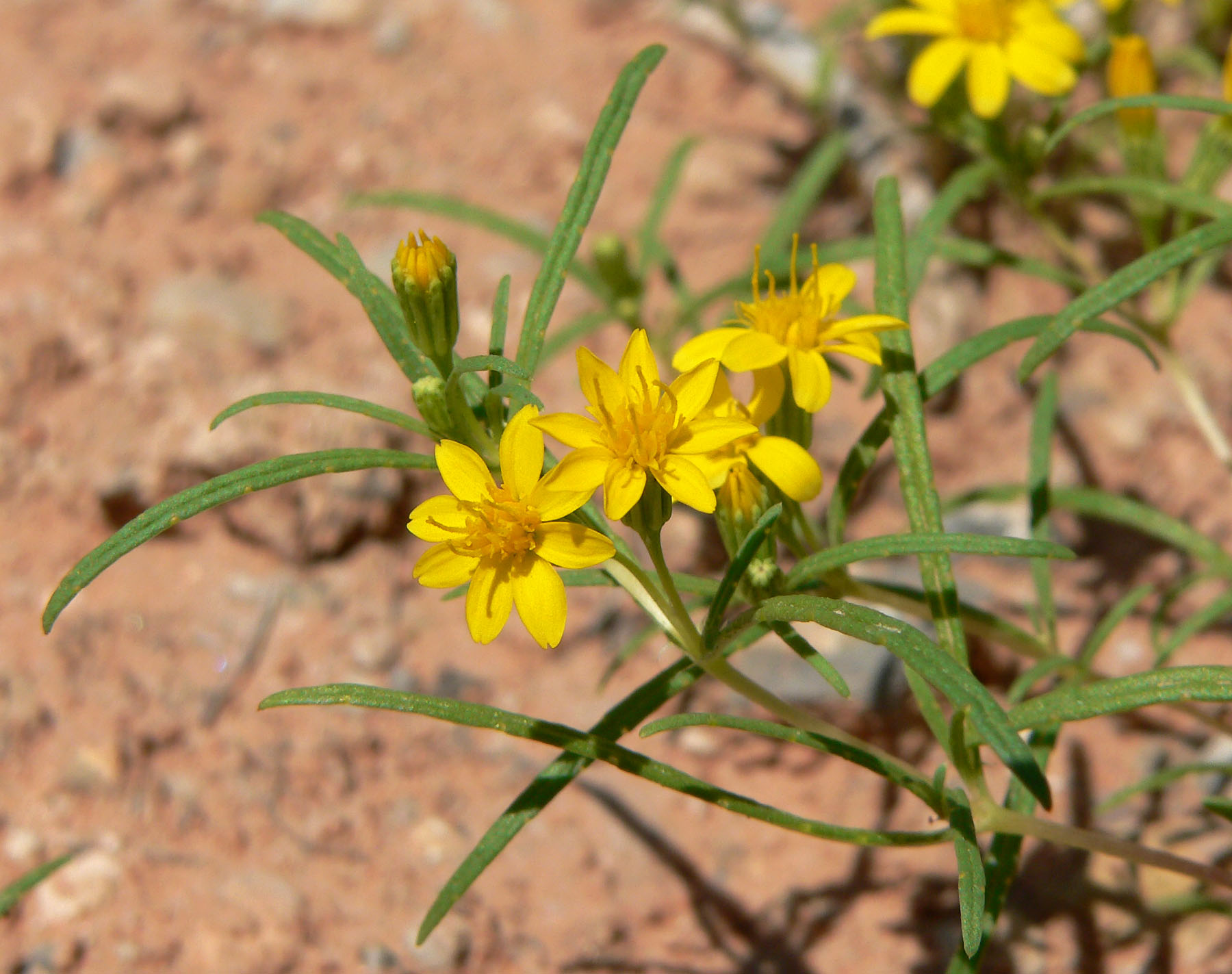
Pectis papposa
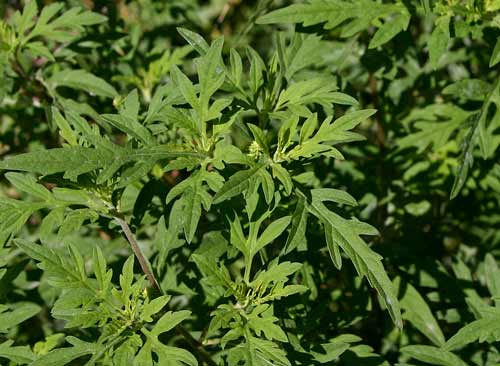
Ambrosia artemisiifolia
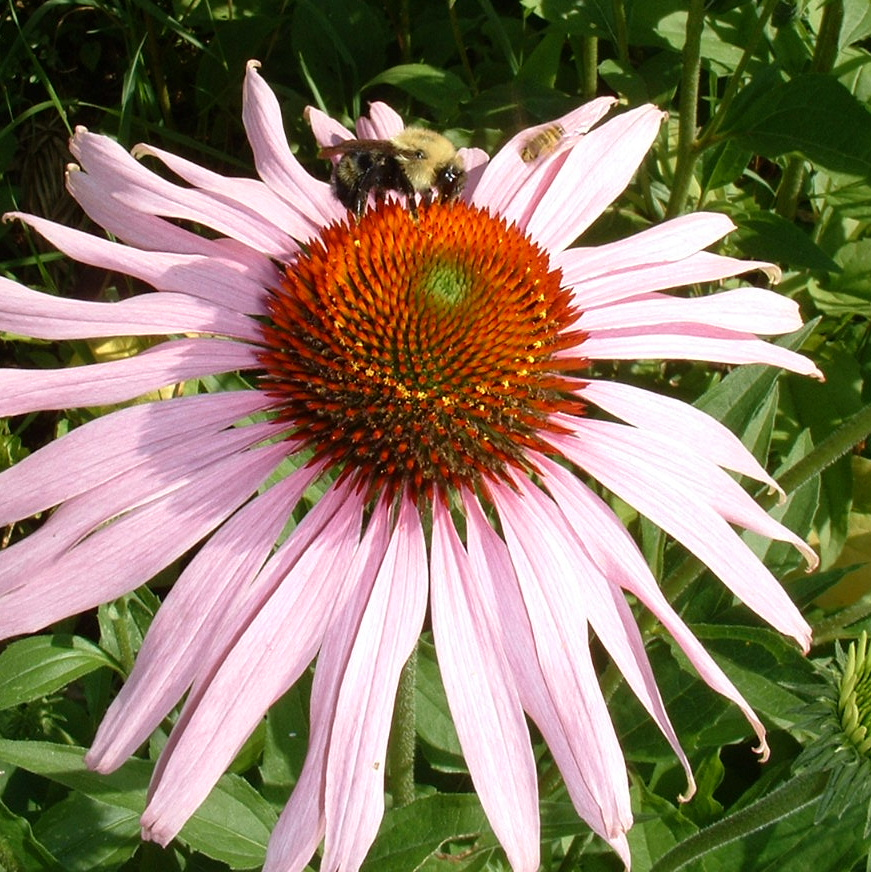
Echinacea purpurea
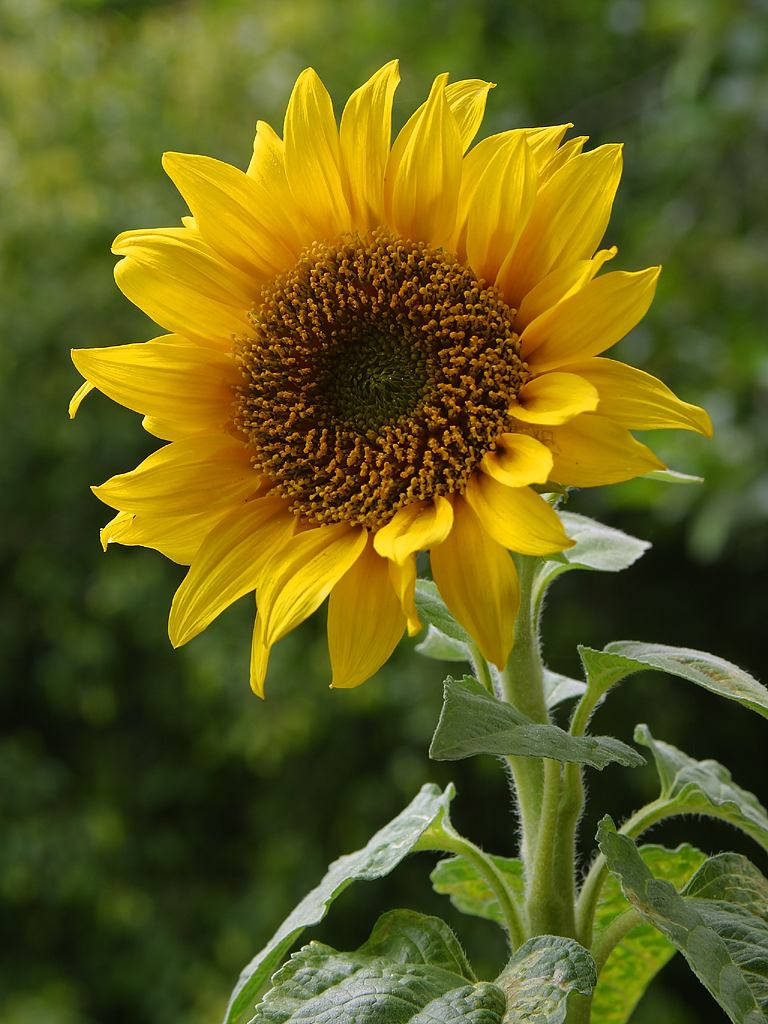
Helianthus annuus
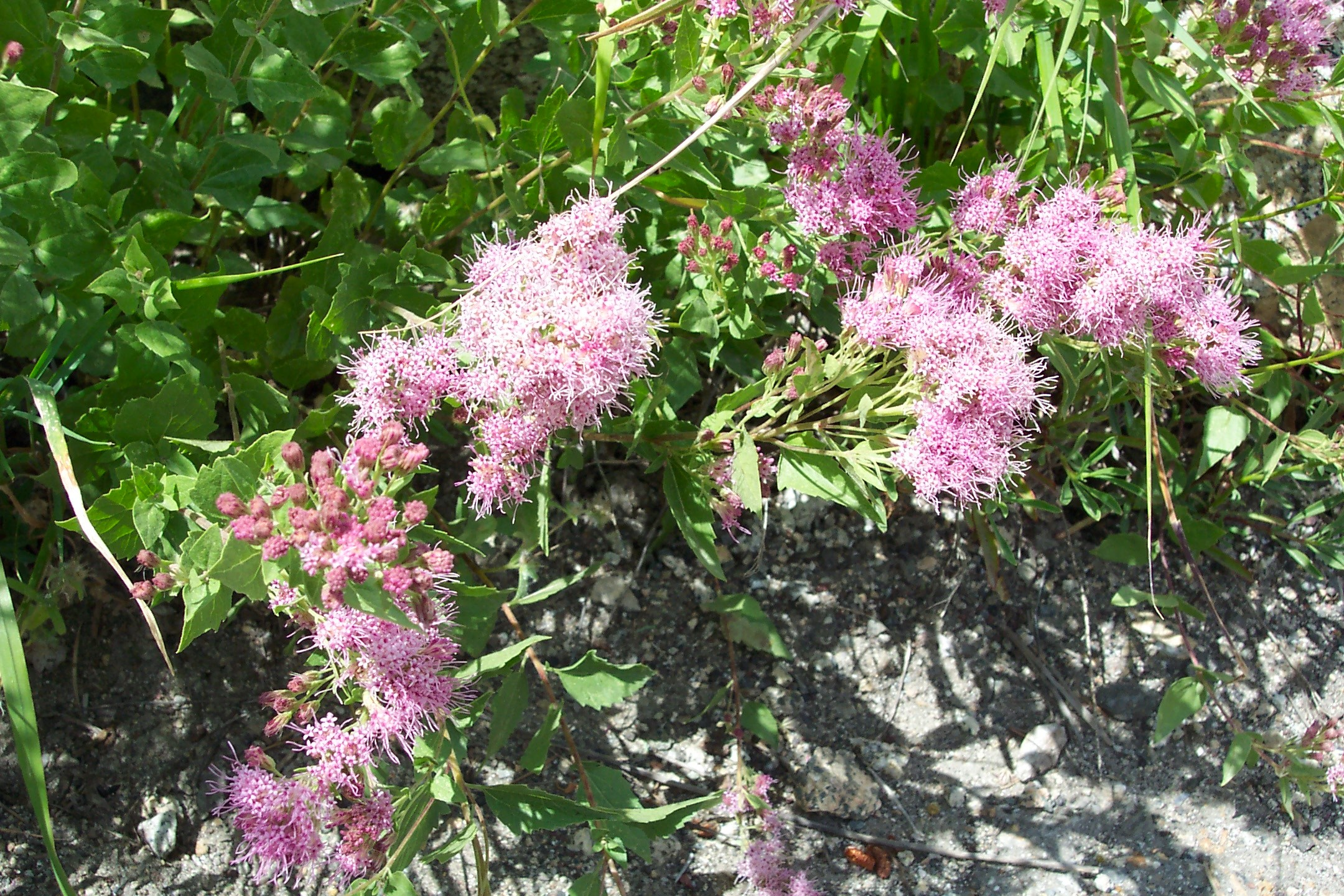
Ageratum corymbosum (Sottotribù Ageratinae)
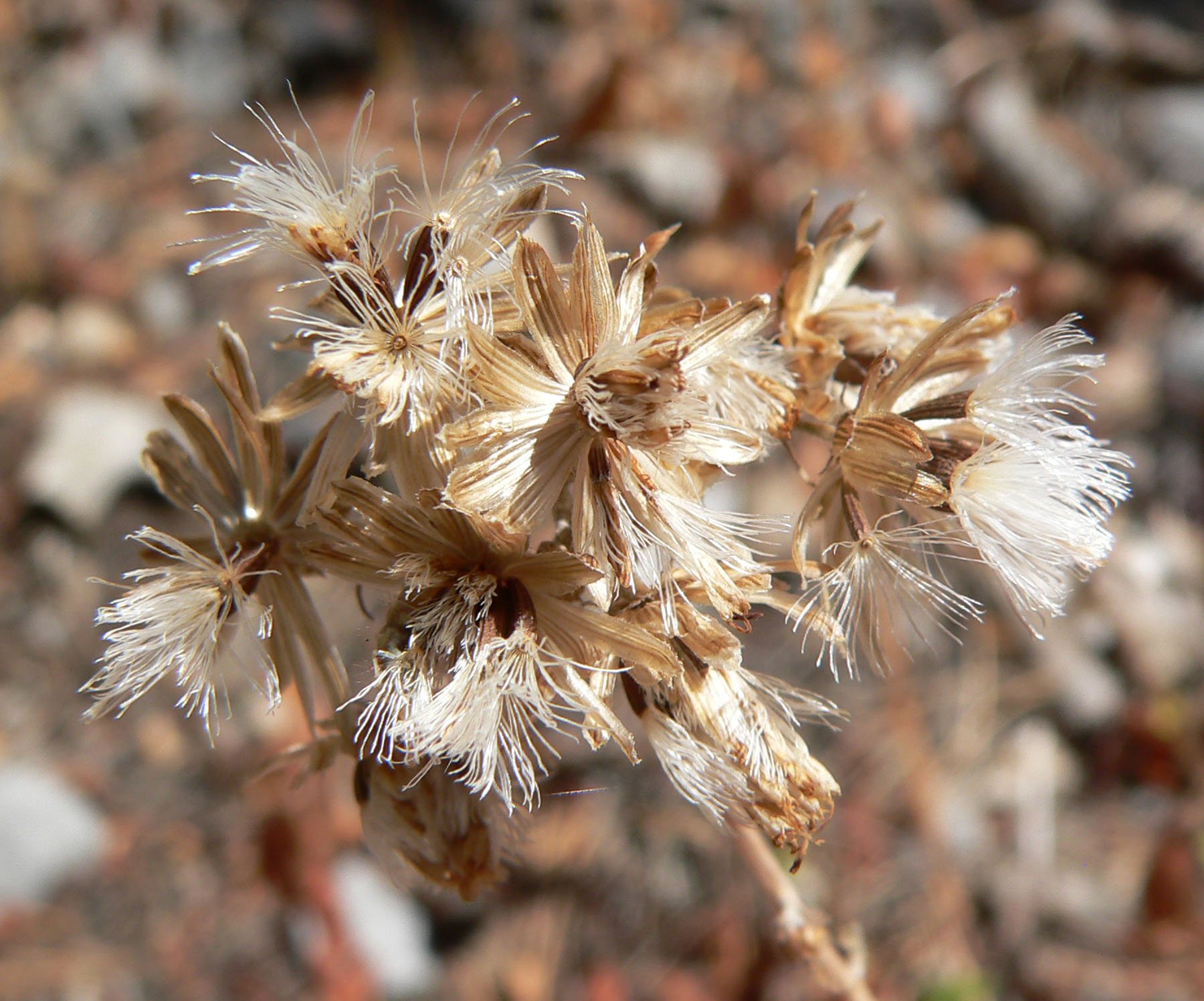
Brickellia grandiflora (Sottotribù Alomiinae)
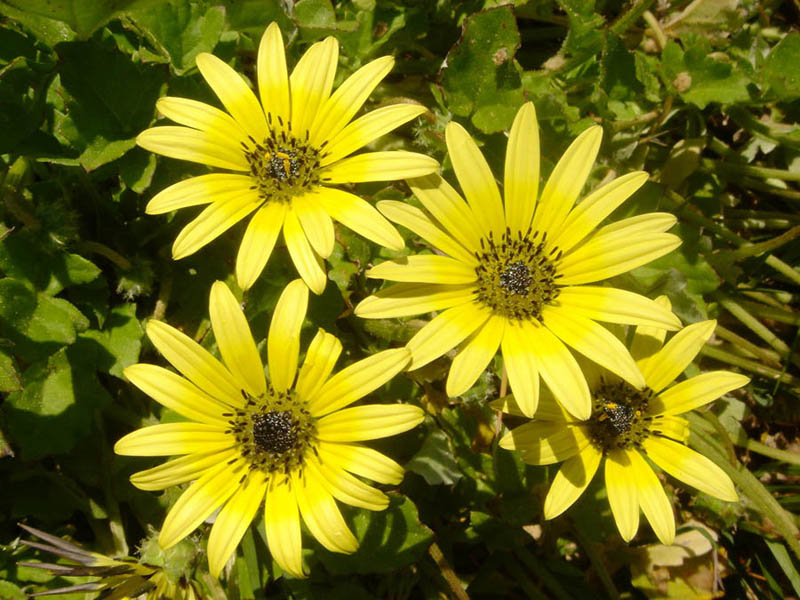
Arctotheca calendula (tribù Arctotideae - sottotribù Arctotidinae)
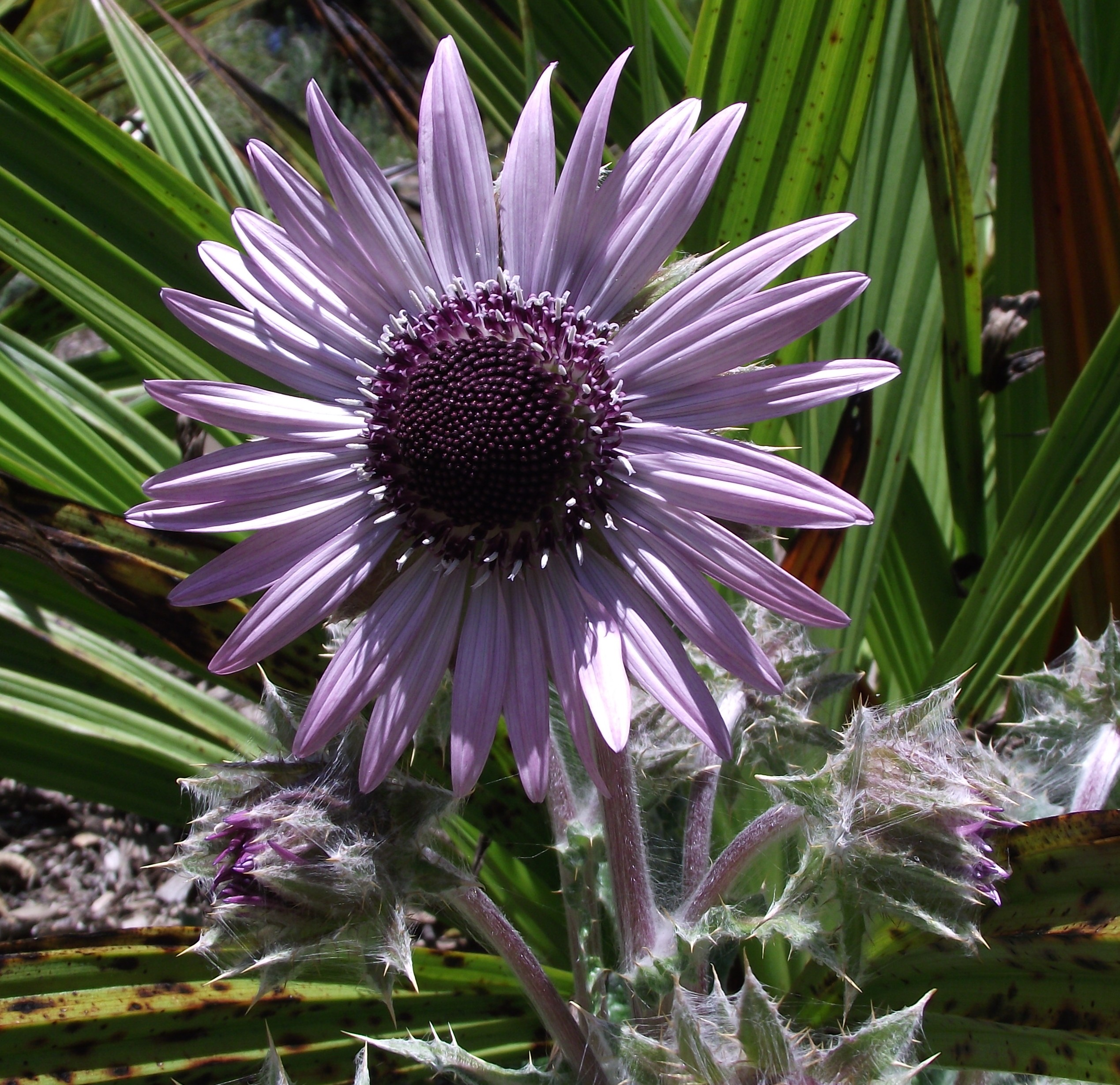
Berkheya purpurea (tribù Arctotideae - sottotribù Gorteriinae)
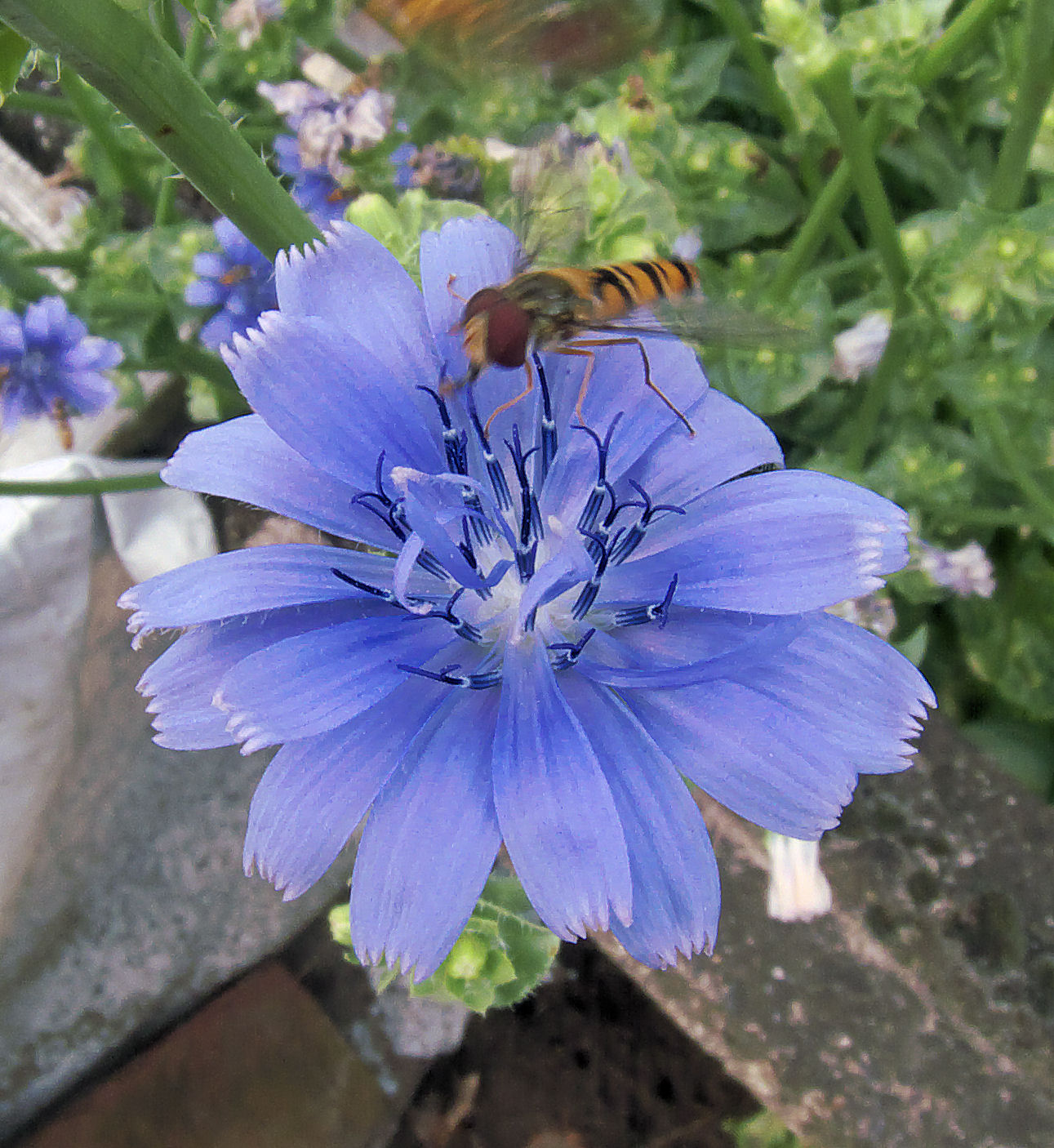
Cichorium endivia (tribù Cichorieae - sottotribù Cichoriinae) (Endivia)
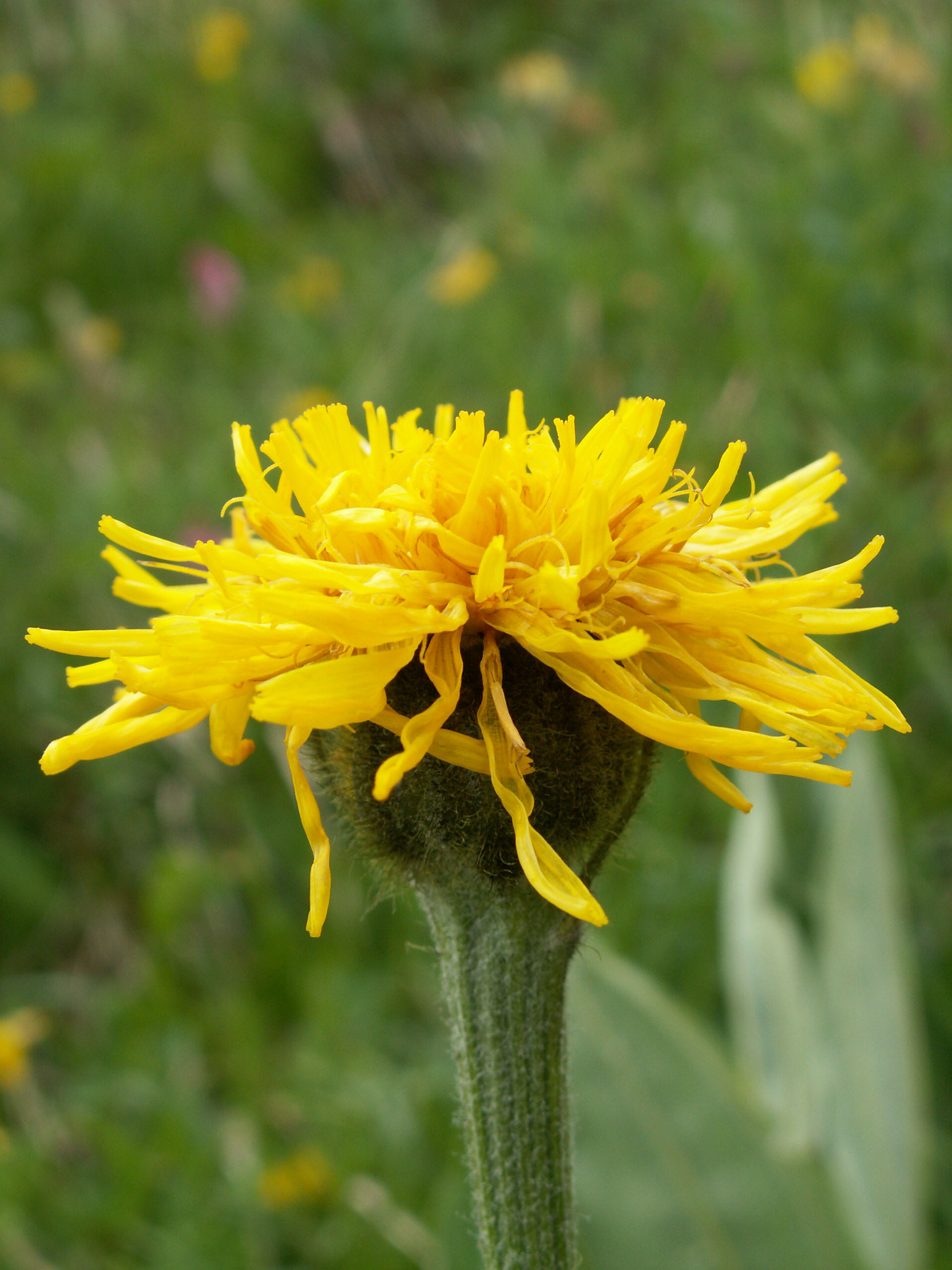
Crepis bocconei (tribù Cichorieae - sottotribù Crepidinae) (Crepide di Boccone)
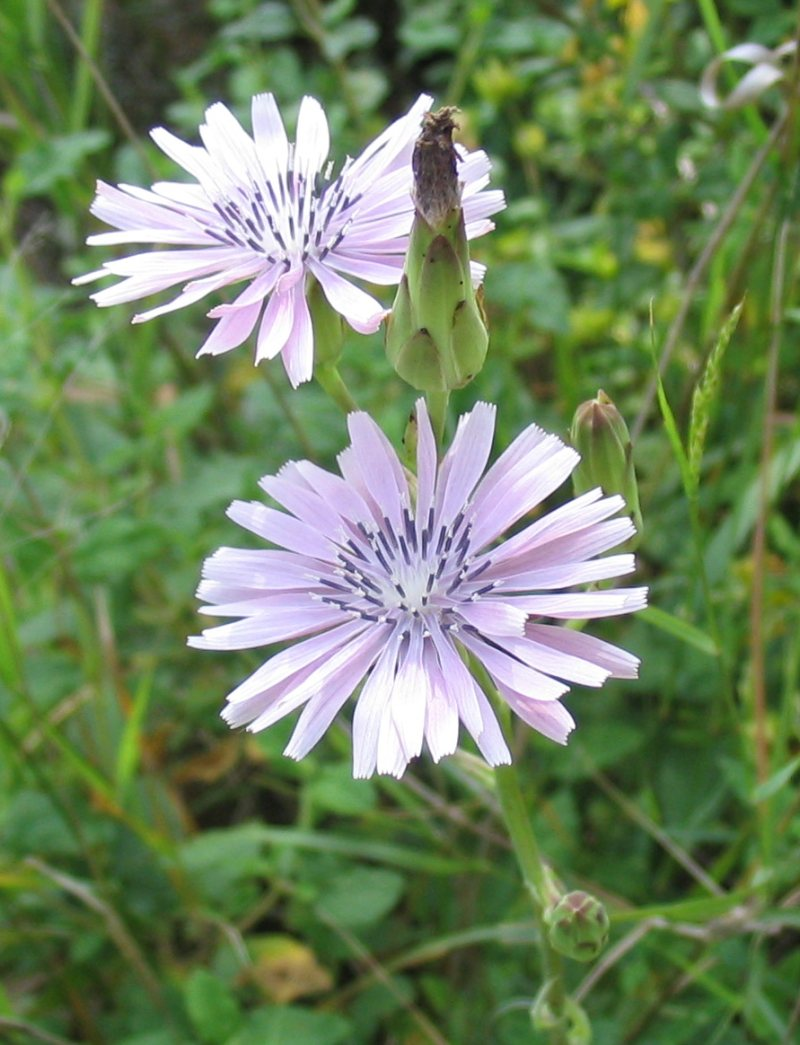
Lactuca tuberosa (tribù Cichorieae - sottotribù Lactucinae)
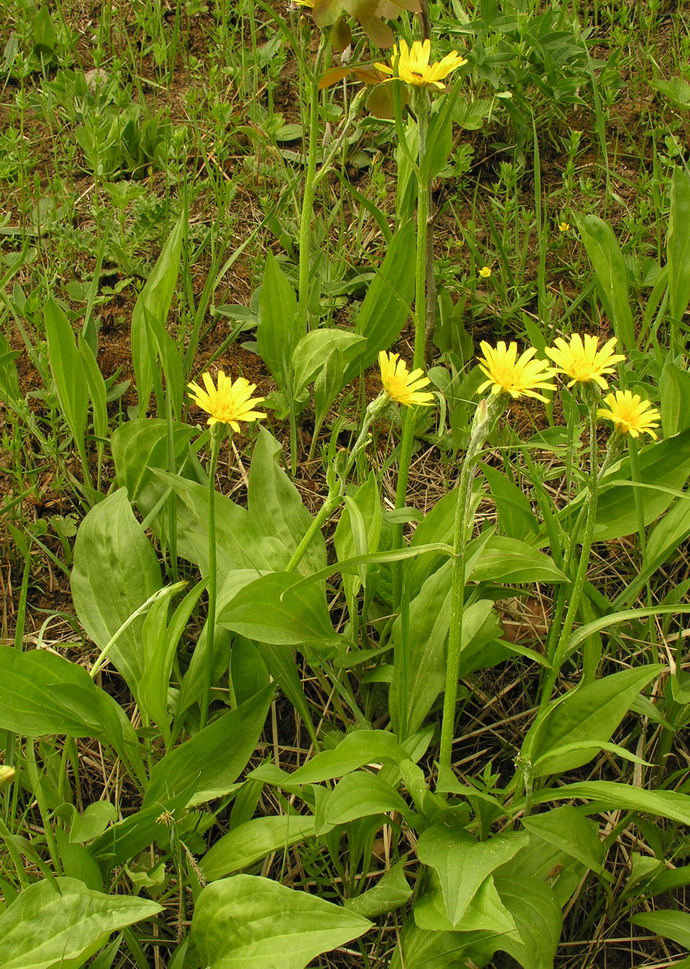
Scorzonera humilis (tribù Cichorieae - sottotribù Scolyminae) (Scorzonera minore)

### Famiglia: Calyceraceae

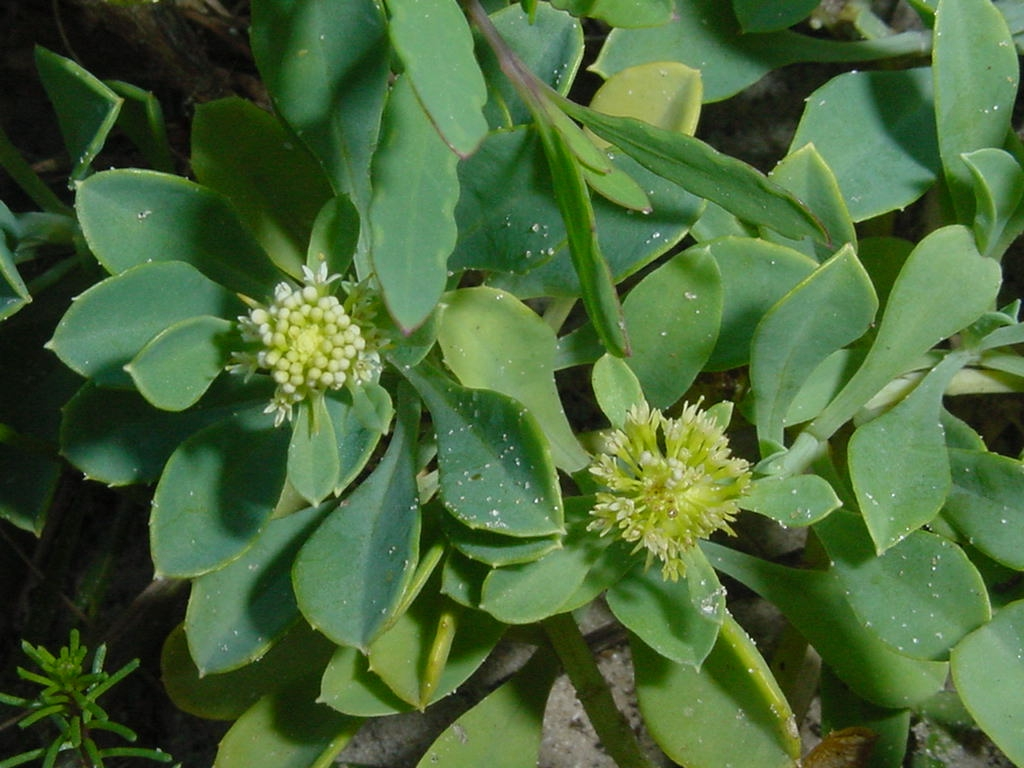
Acicarpha spathulata
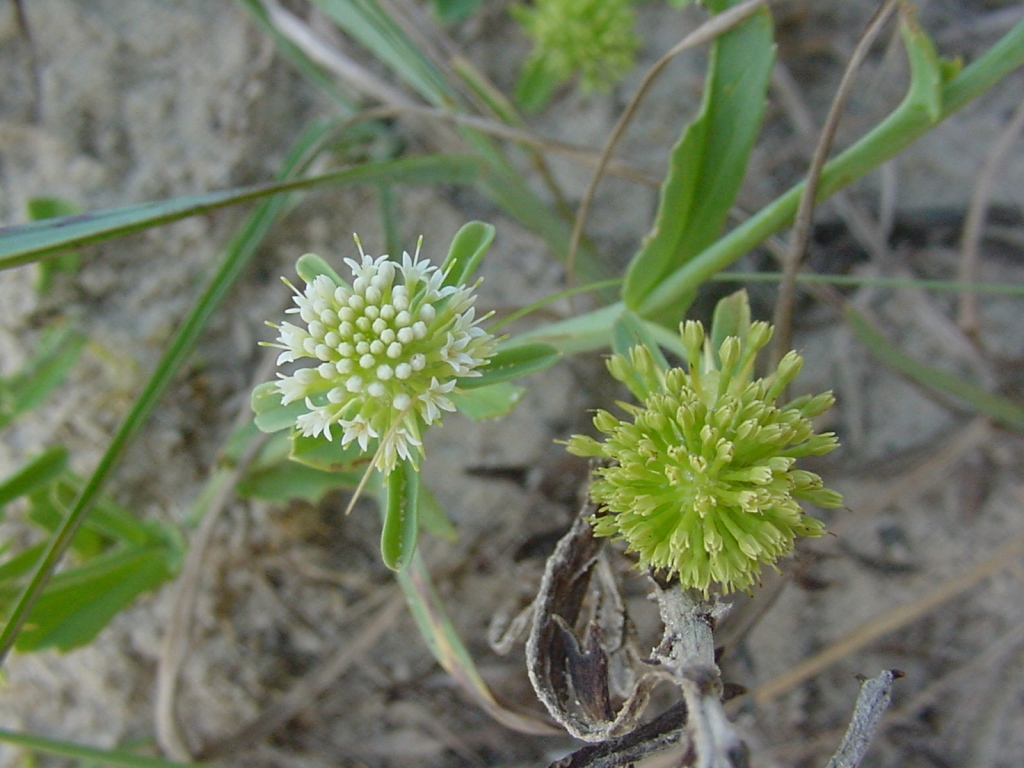
Calycera crassifolia
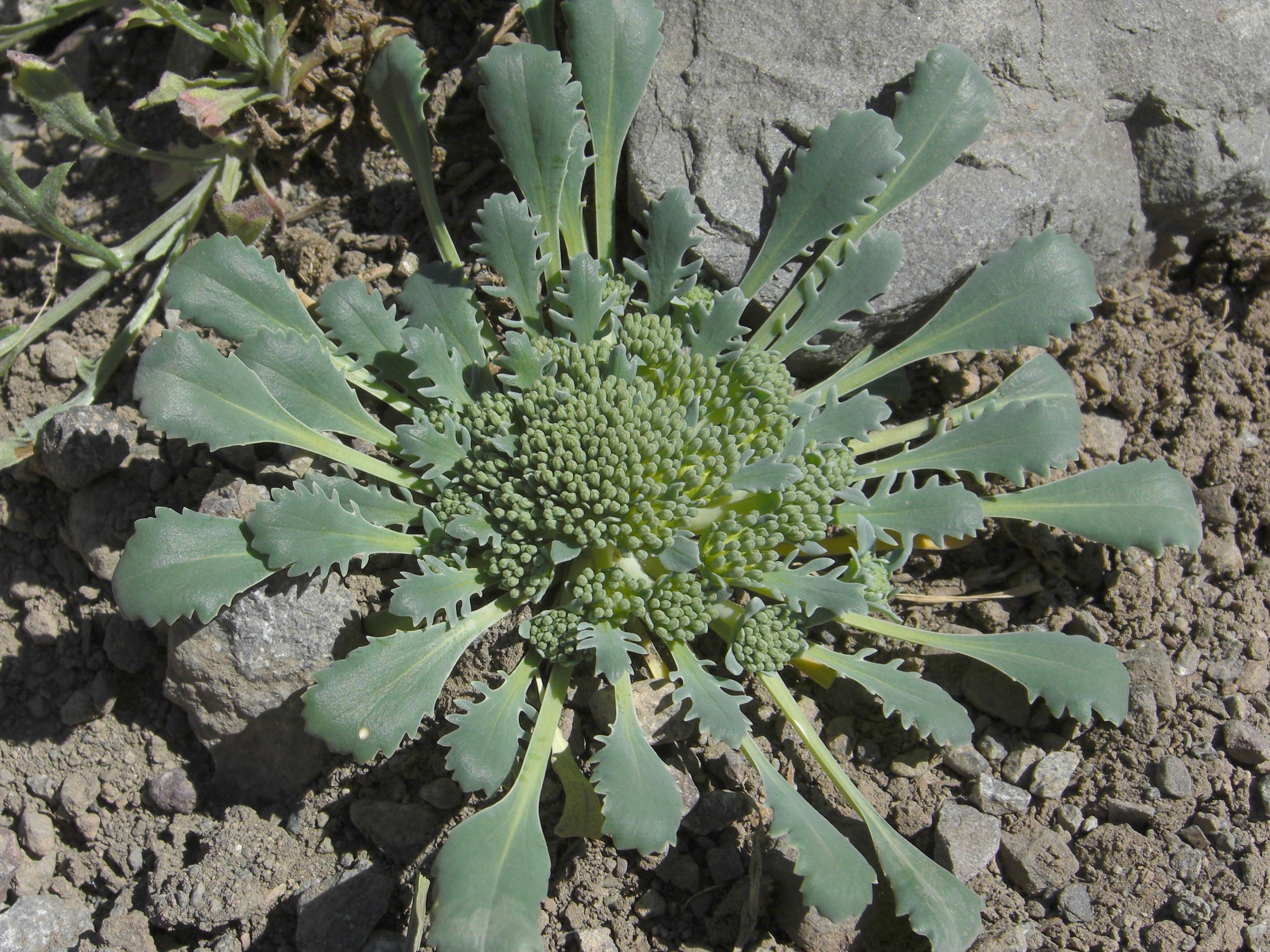
Nastanthus agglomeratus

### Famiglia: Campanulaceae

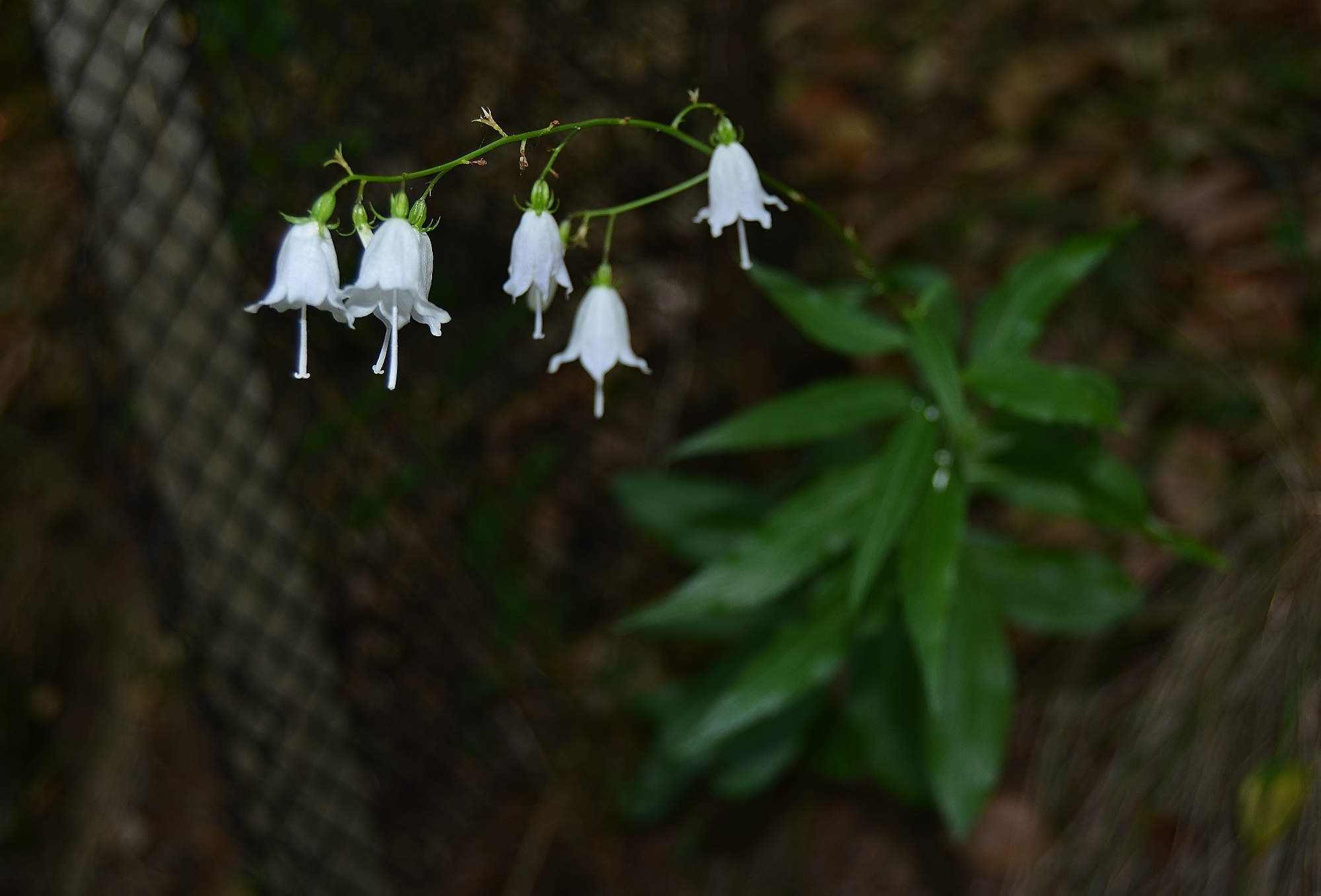
Adenophora liliifolia
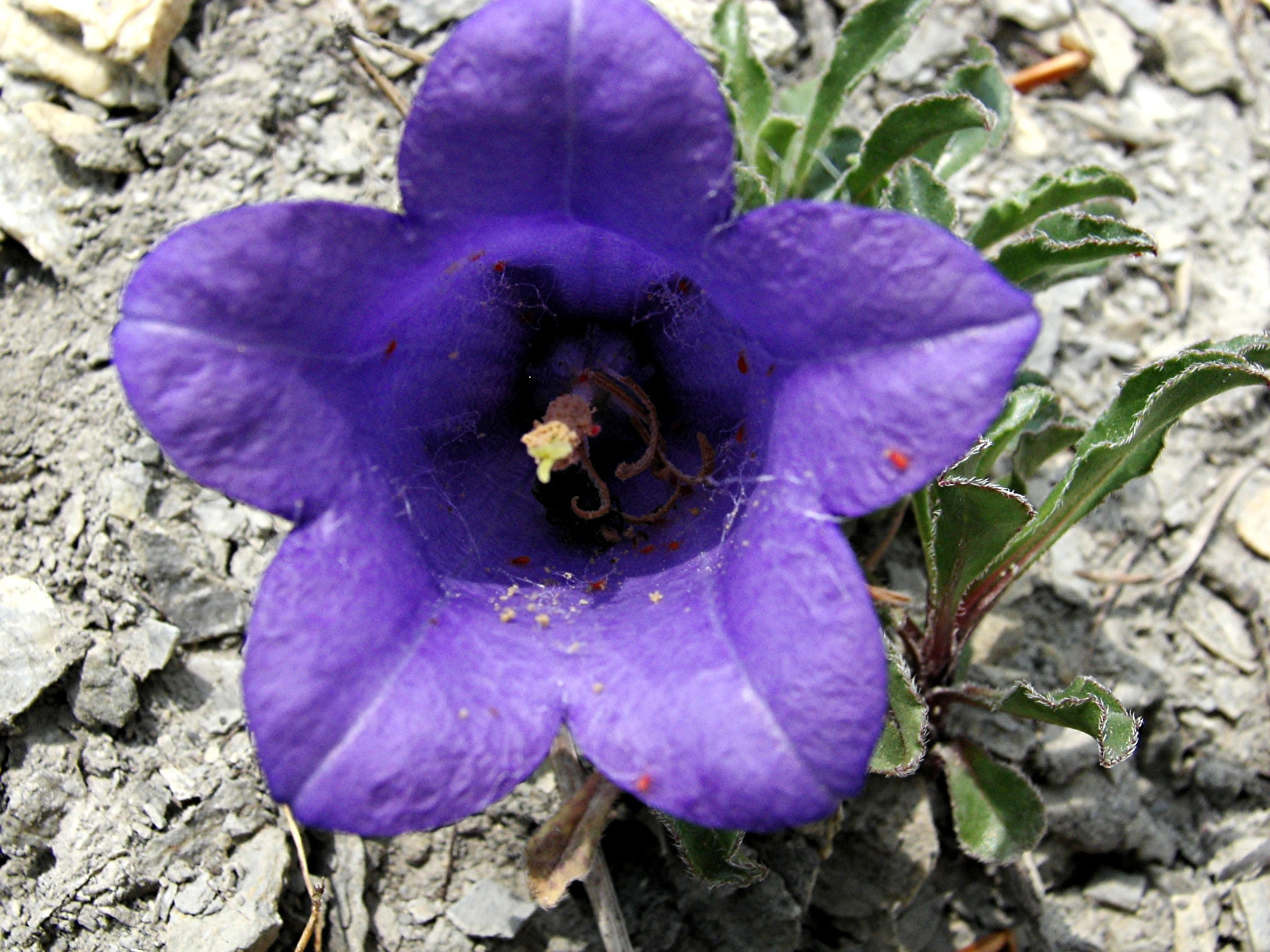
Campanula alpestris
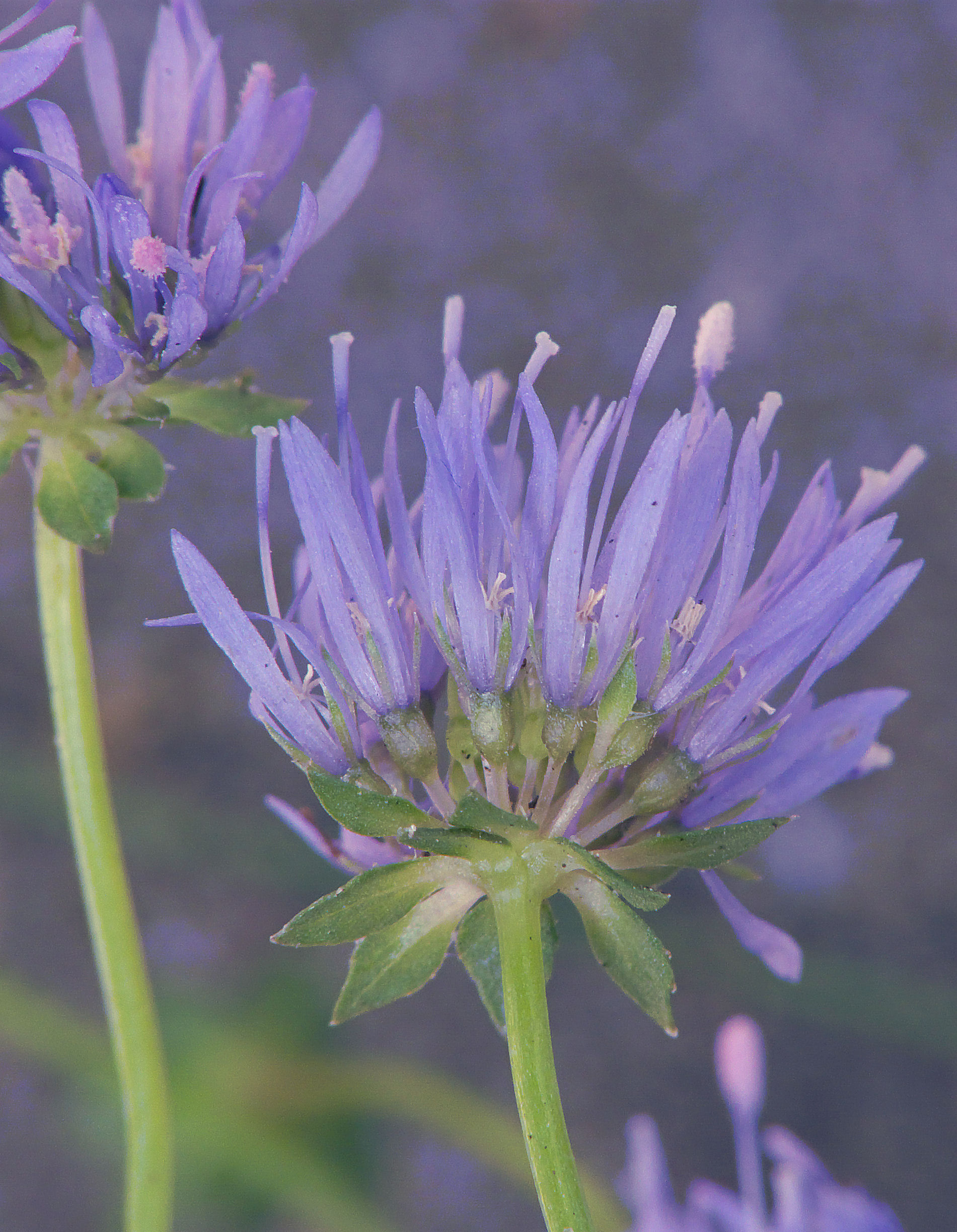
Jasione montana
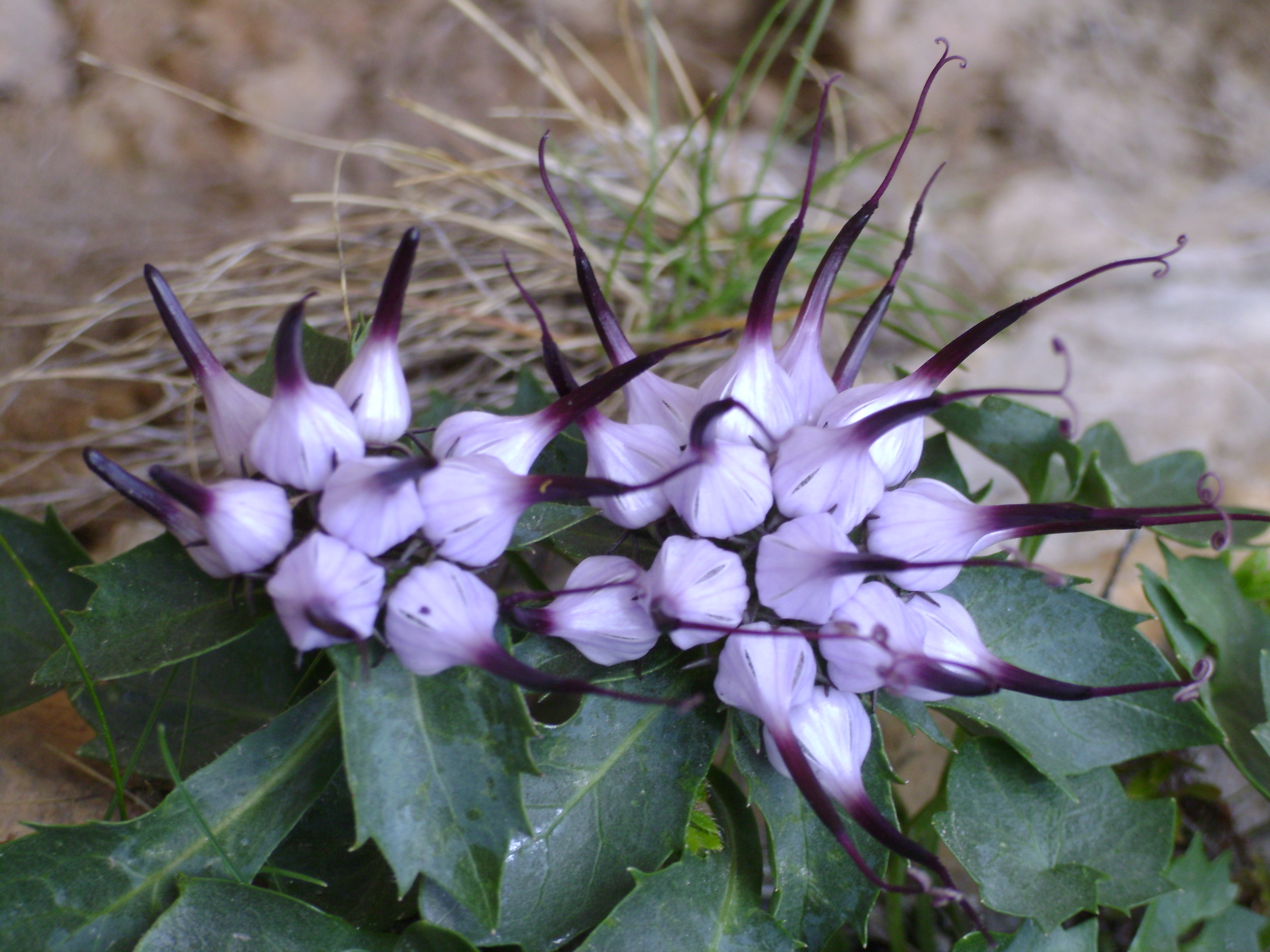
Physoplexis comosa
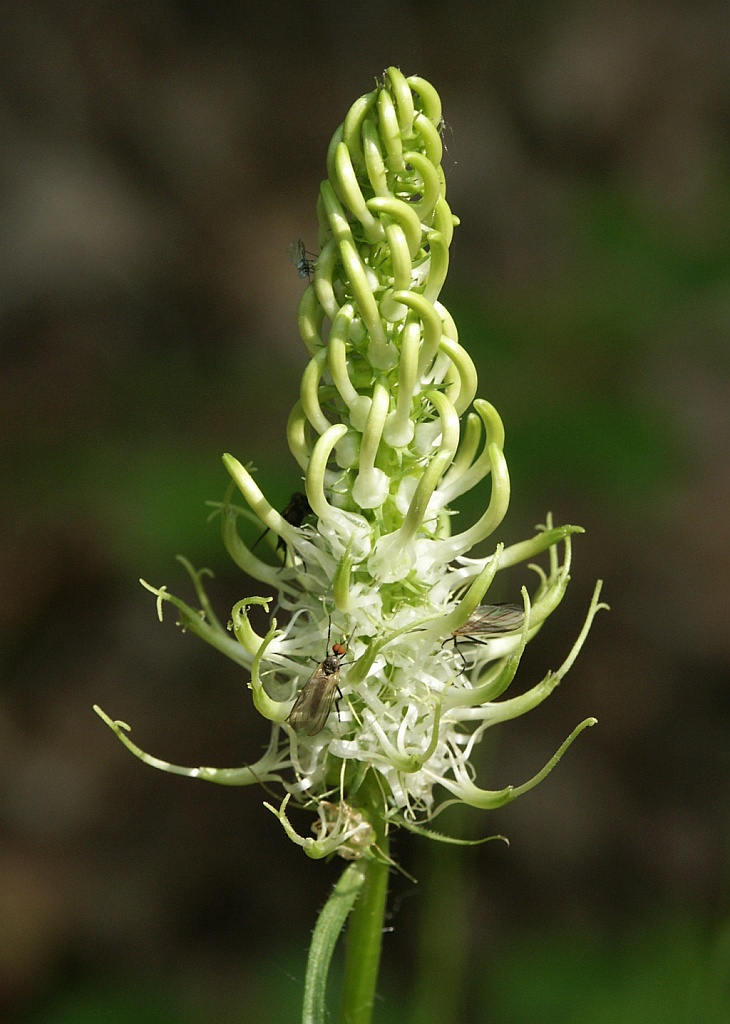
Phyteuma spicatum
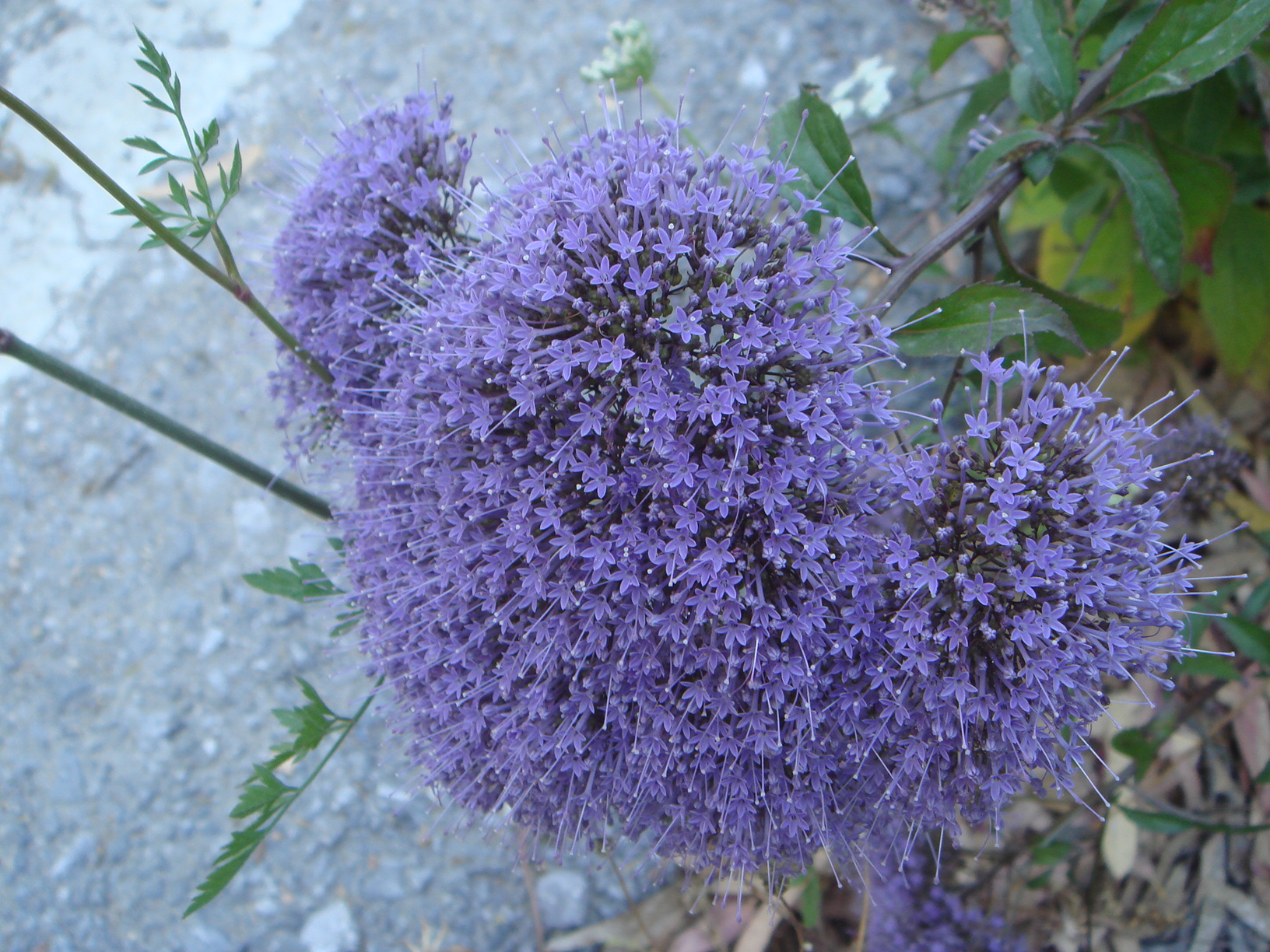
Trachelium caeruleum
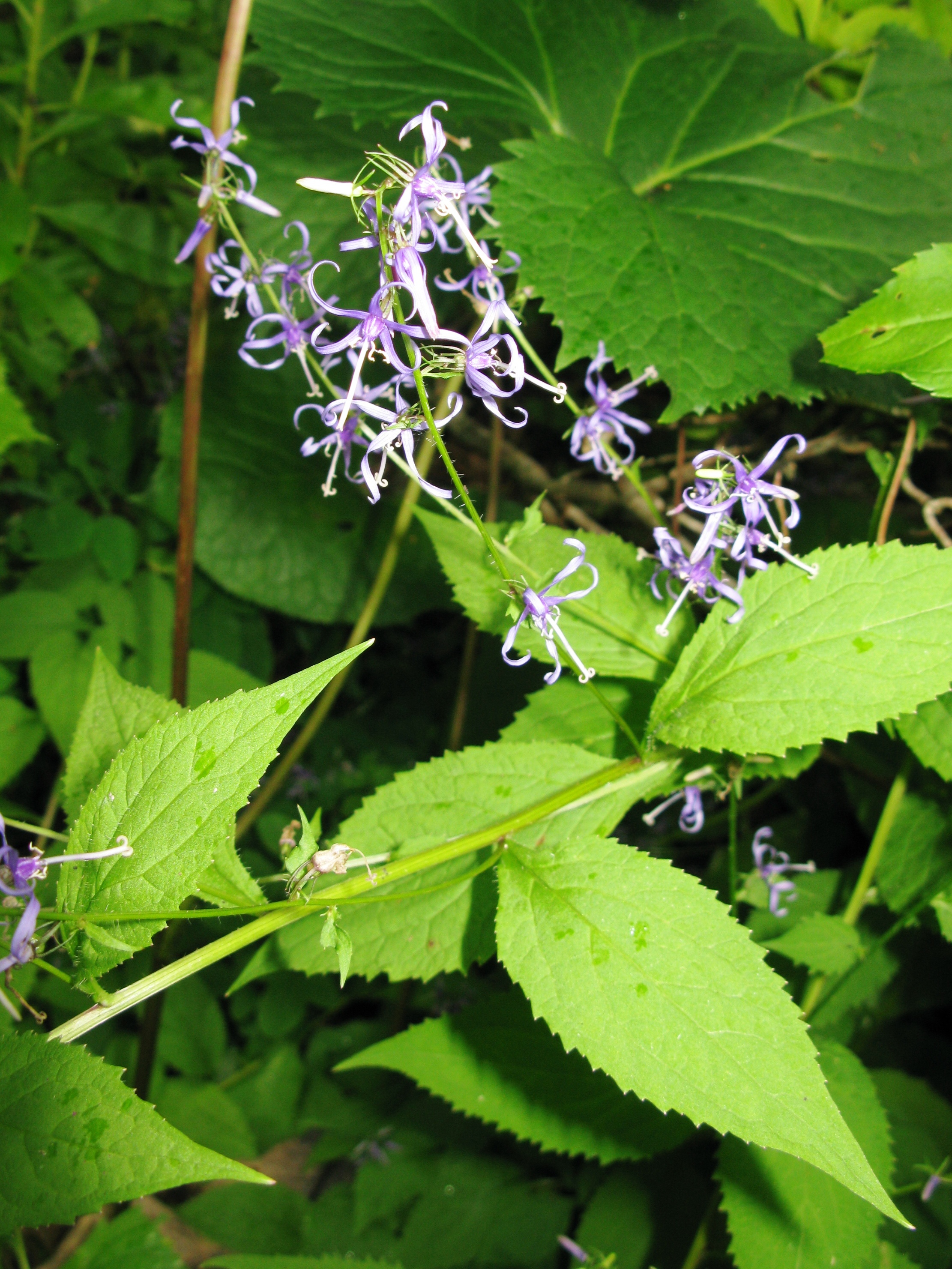
Asyneuma japonicum

### Famiglia: Goodeniaceae

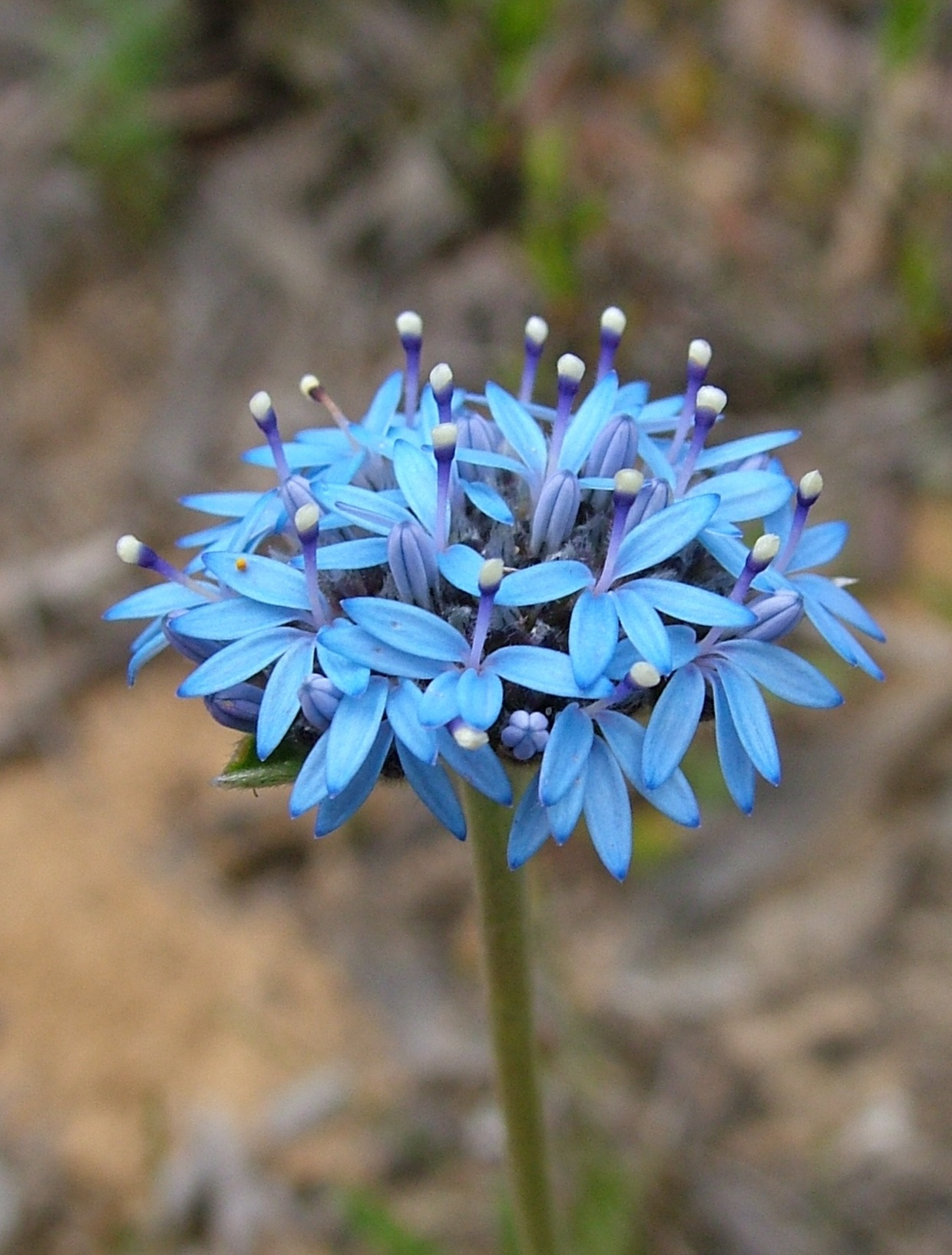
Brunonia australis
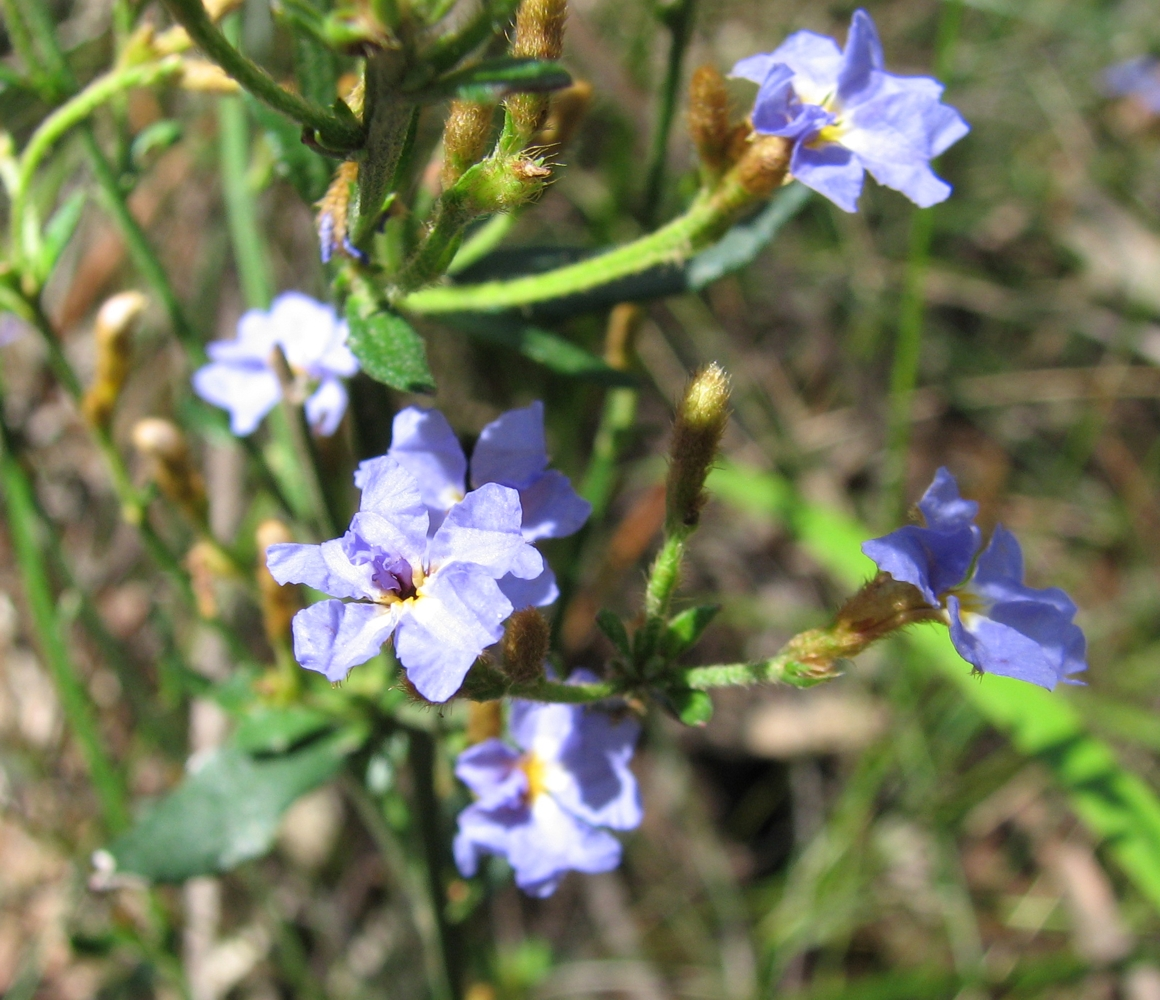
Dampiera stricta
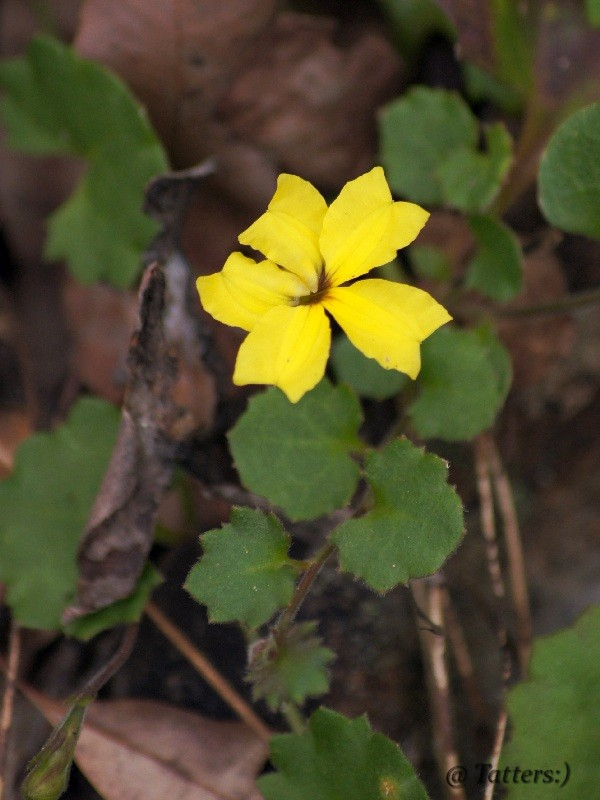
Goodenia rotundifolia
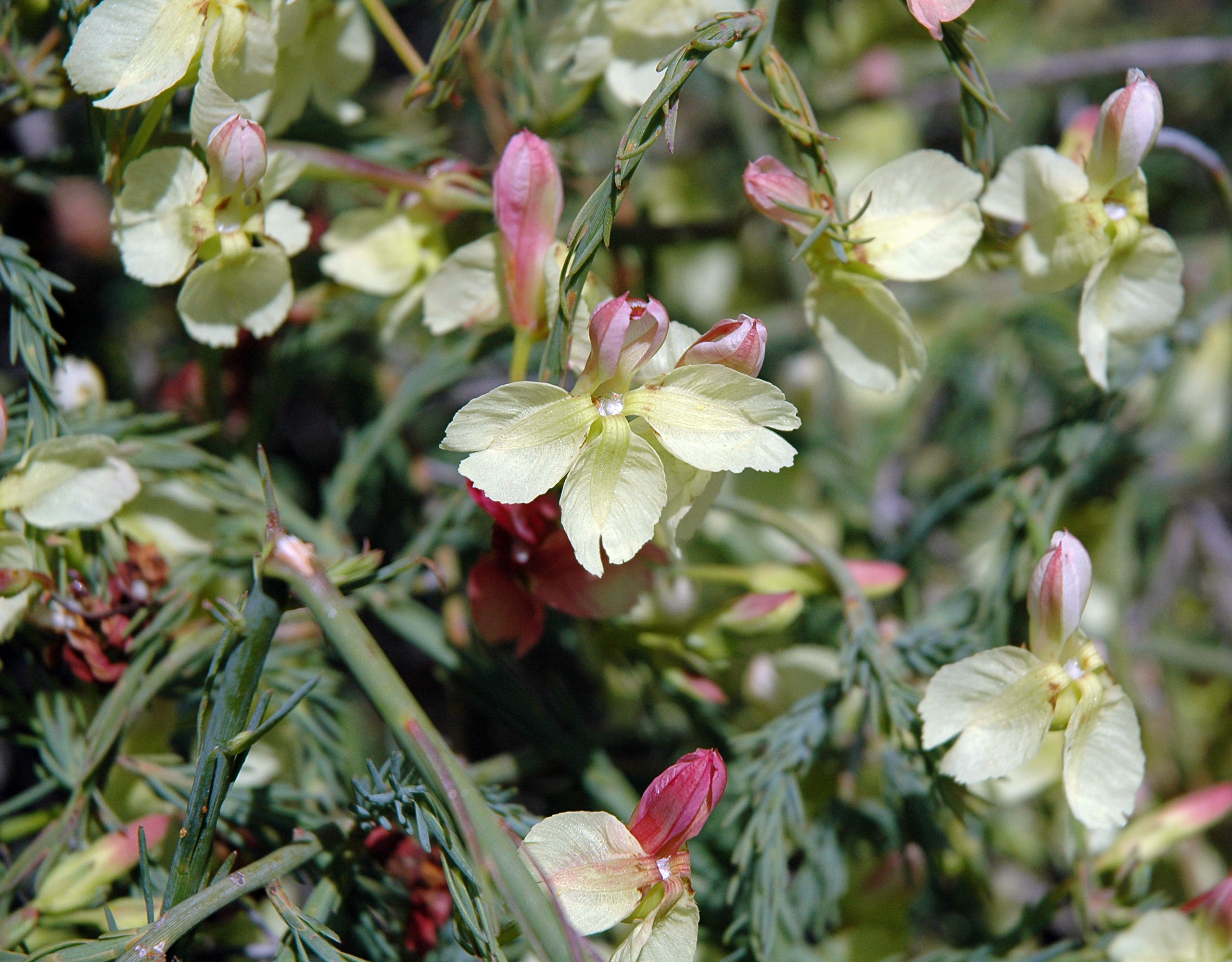
Lechenaultia linarioides
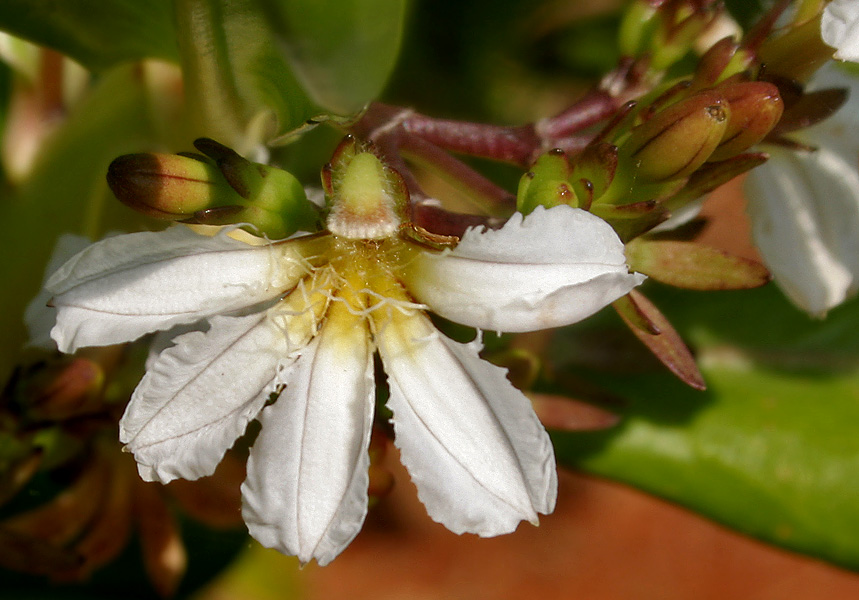
Scaevola taccada

### Famiglia: Menyanthaceae

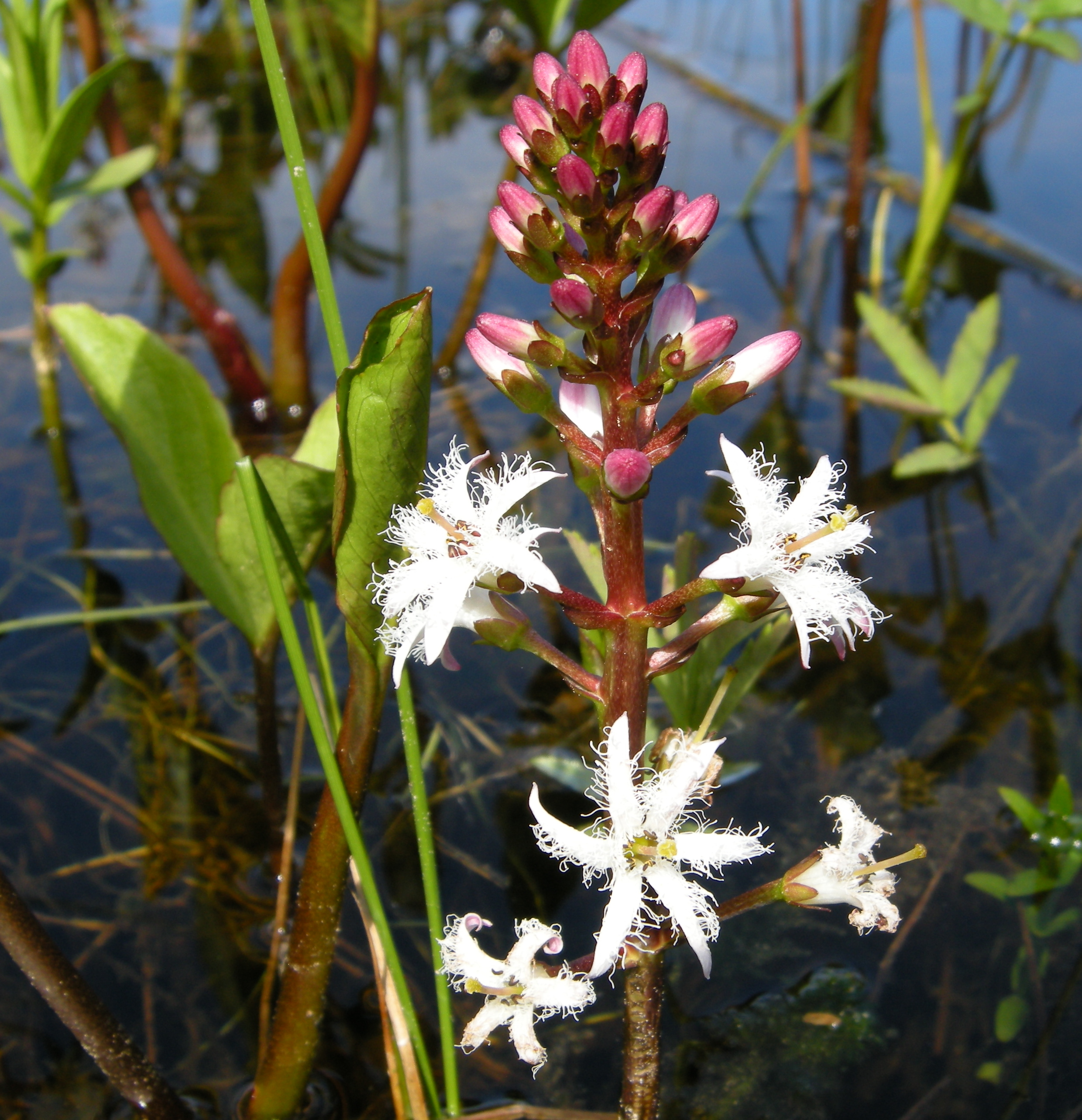
Menyanthes trifoliata
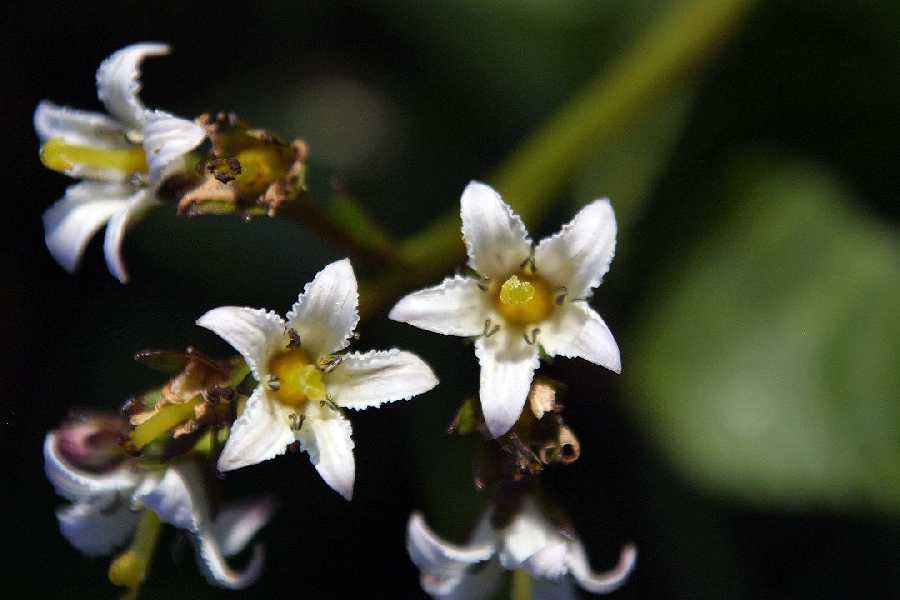
Nephrophyllidium crista-galli
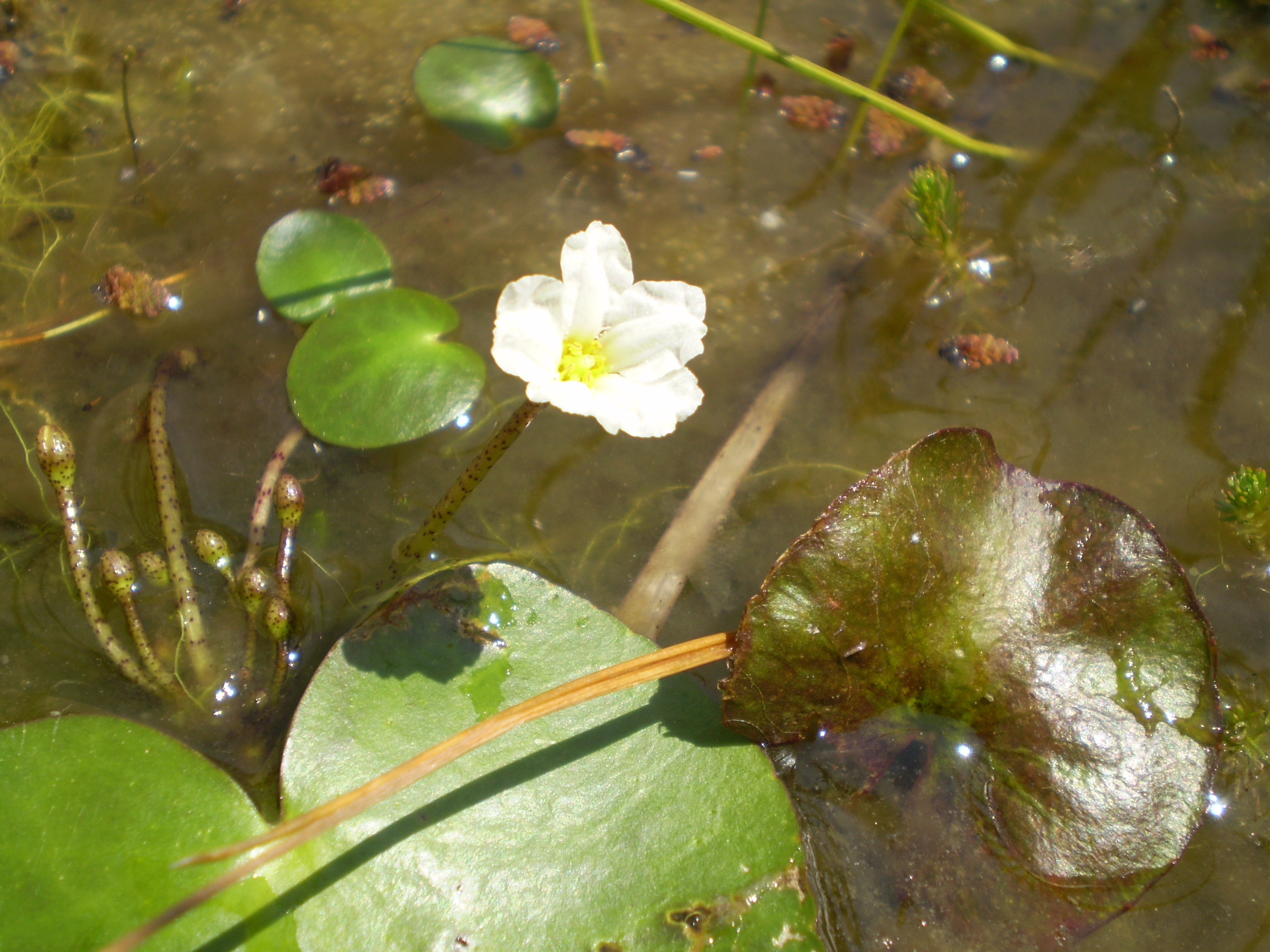
Nymphoides aquatica
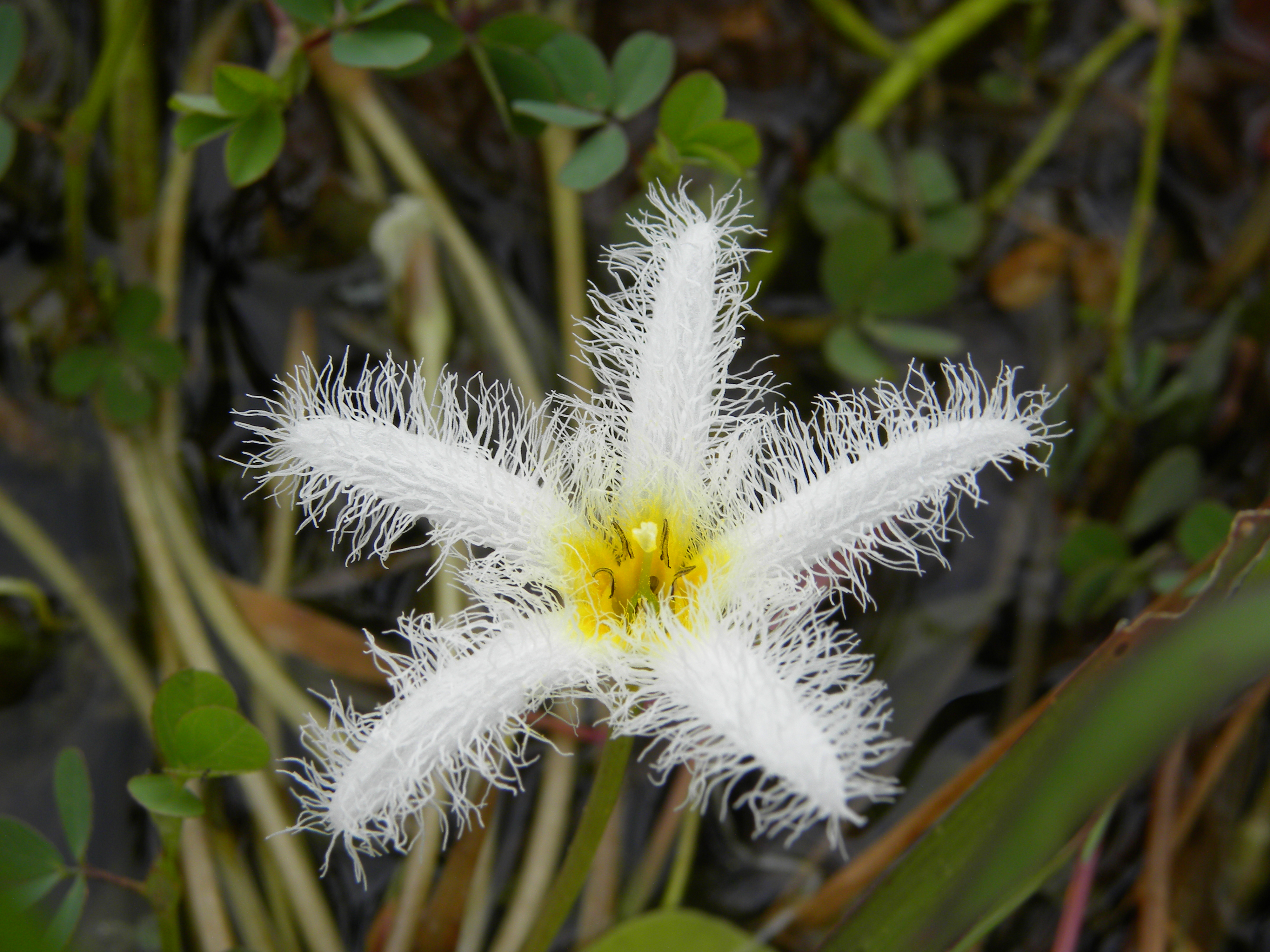
Nymphoides indica

### Famiglia: Pentaphragmataceae

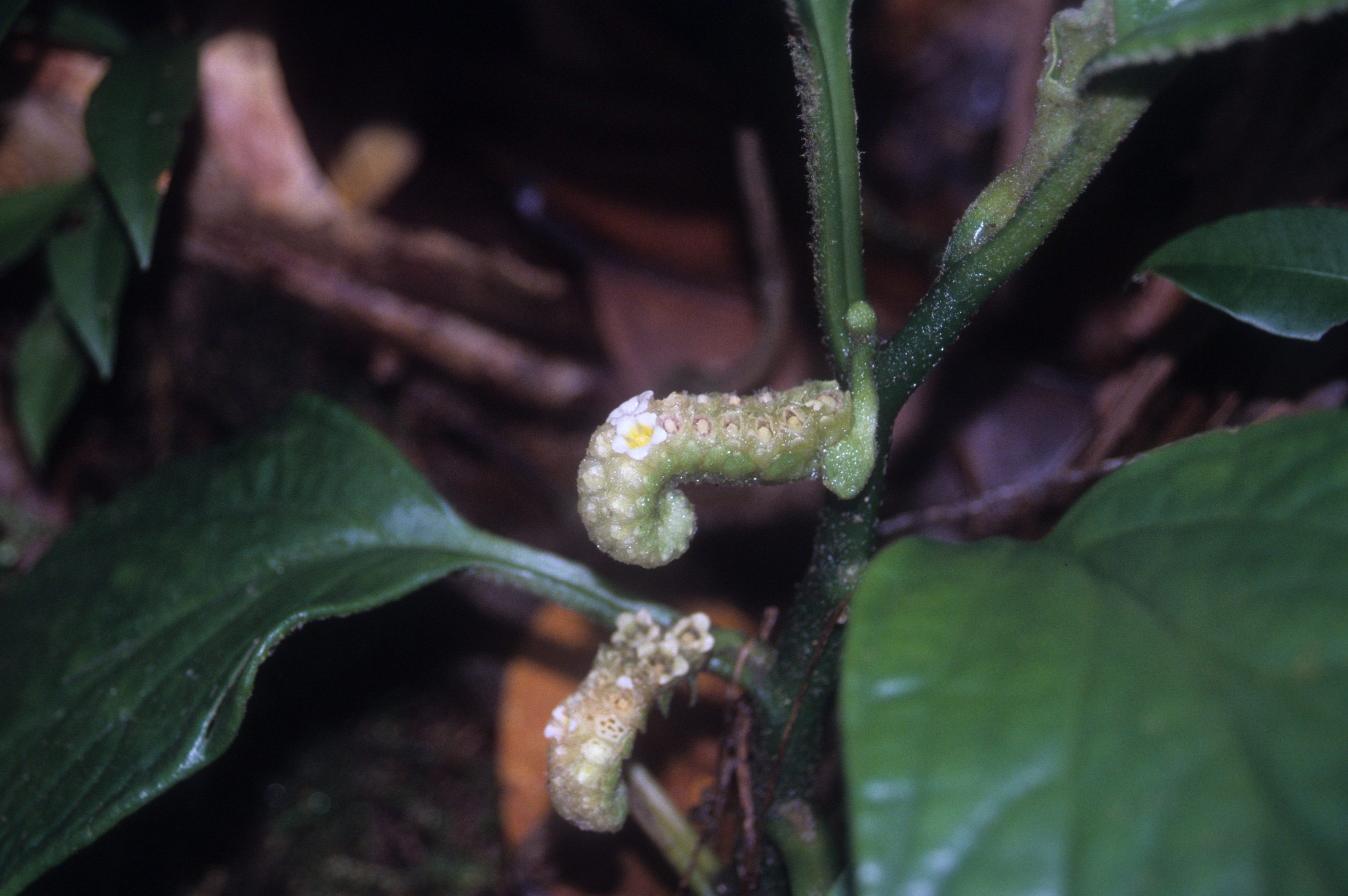
Pentaphragma horsfieldii

### Famiglia: Rousseaceae

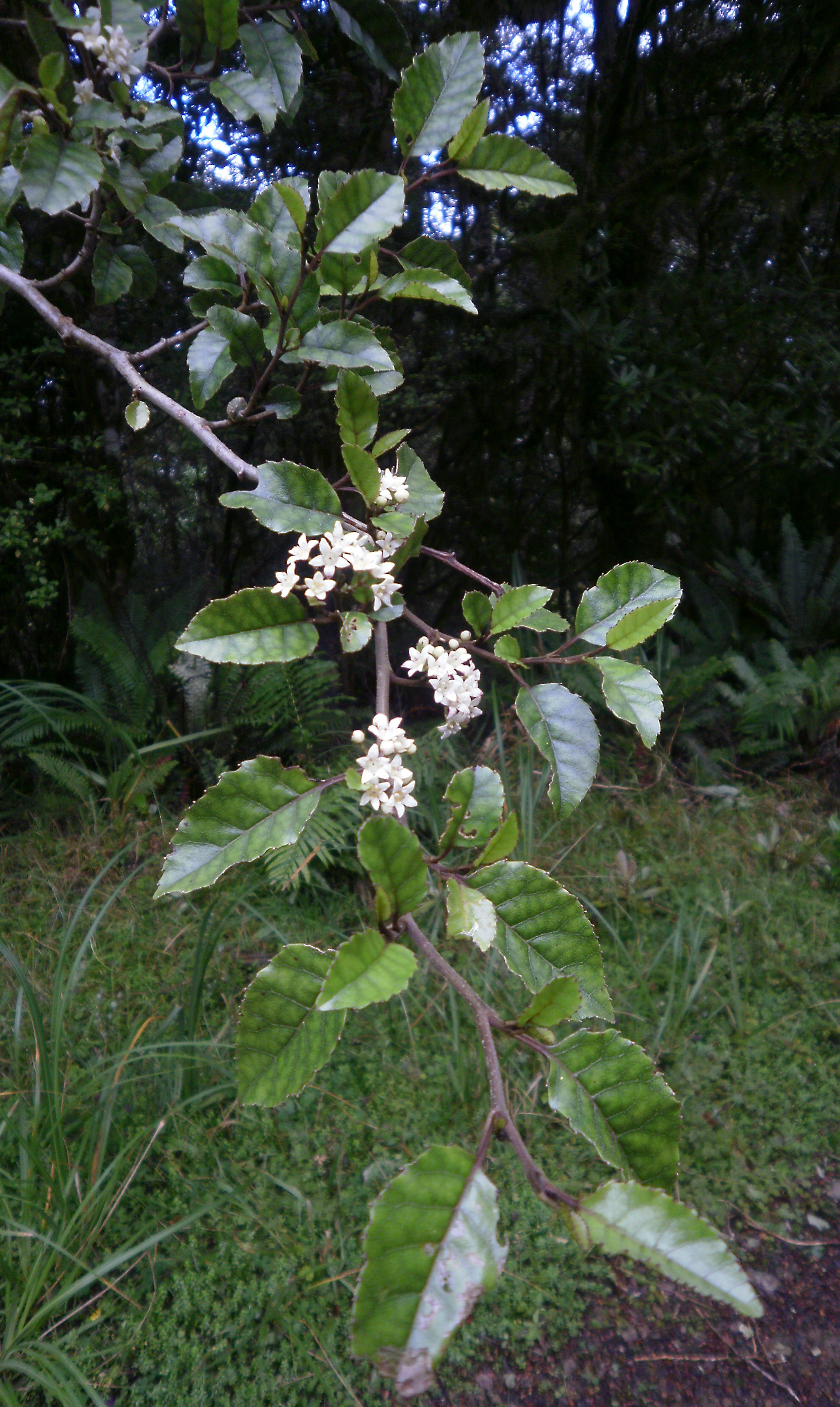
Carpodetus serratus
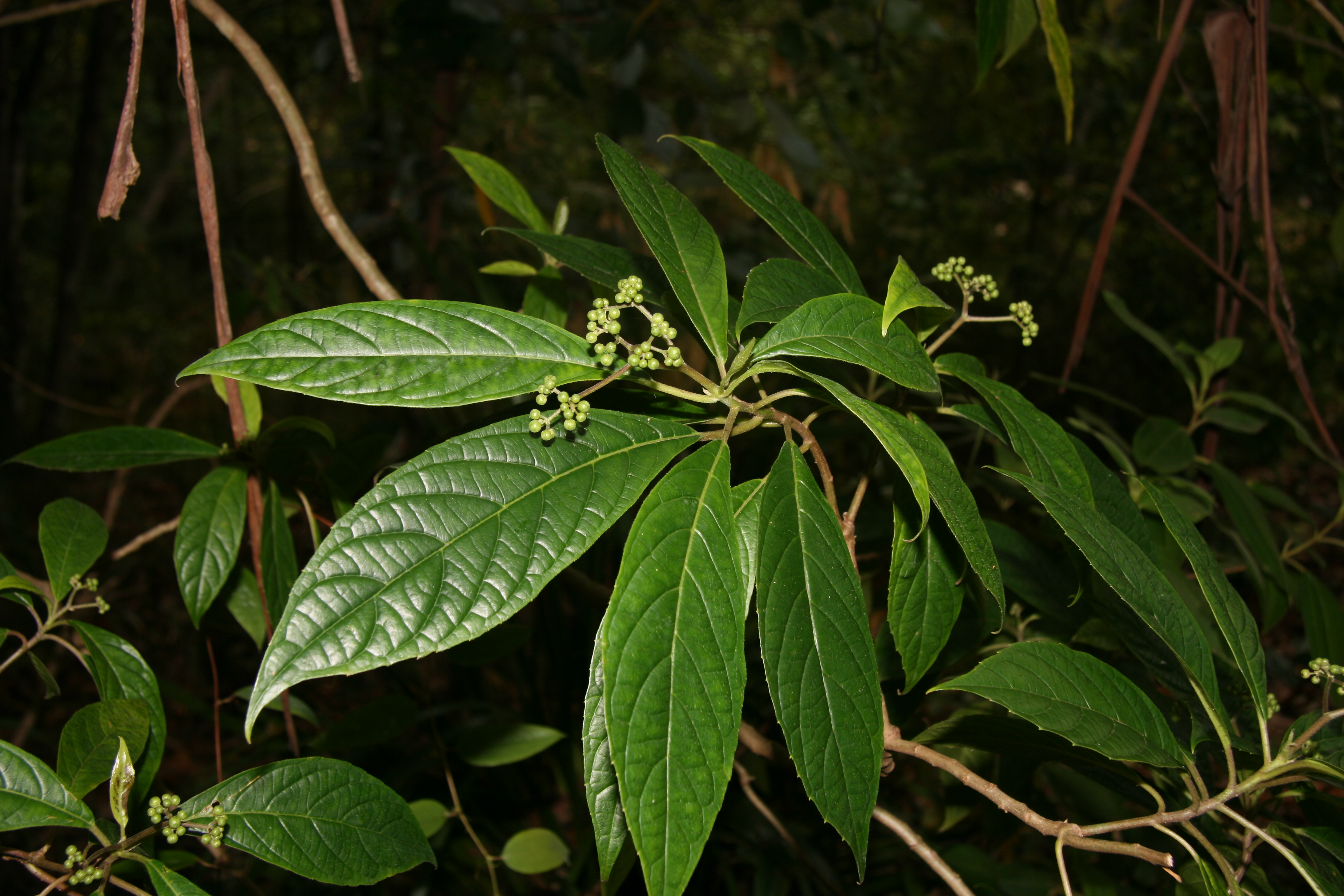
Abrophyllum ornans
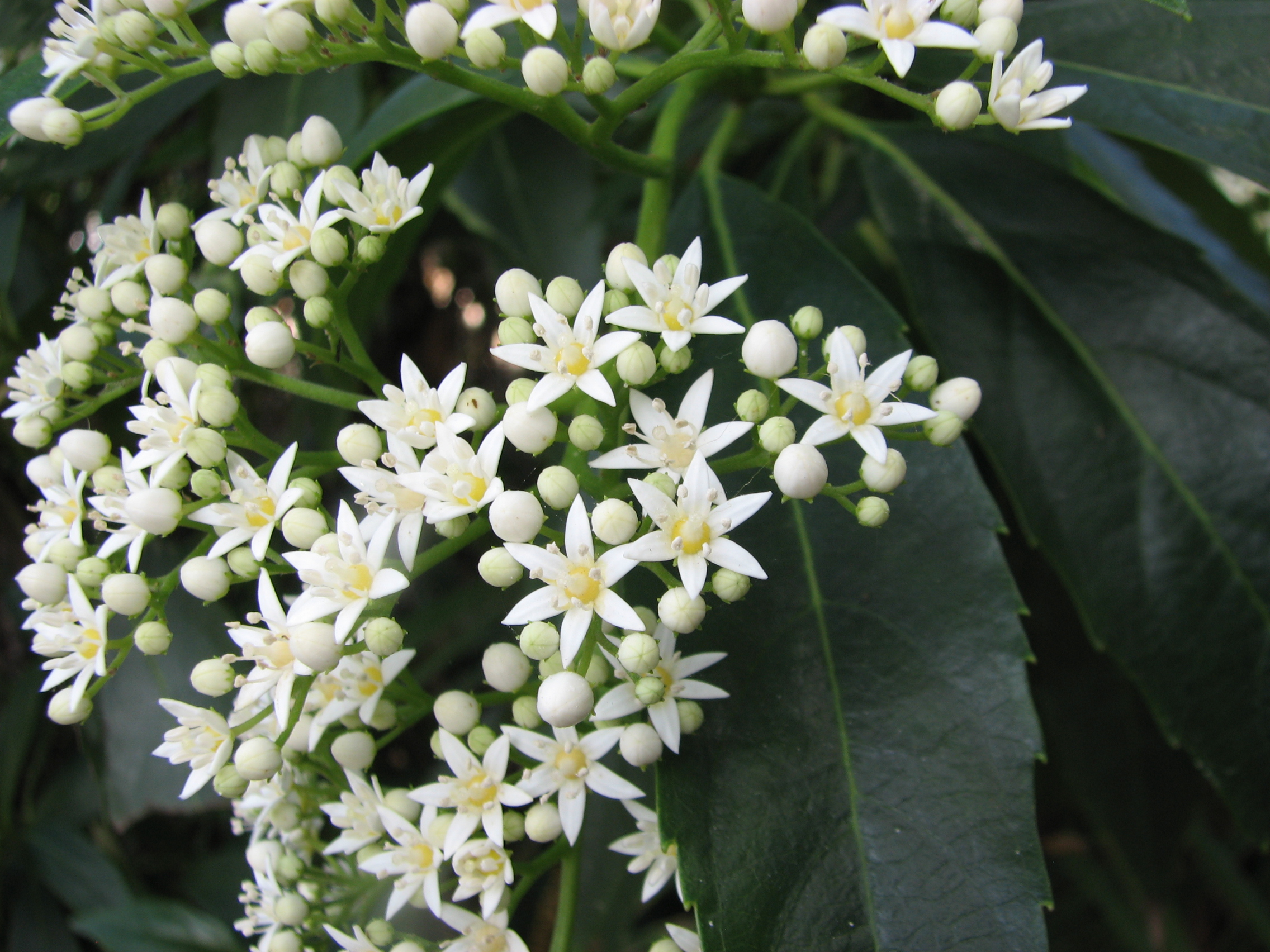
Cuttsia viburnea

### Famiglia: Stylidiaceae

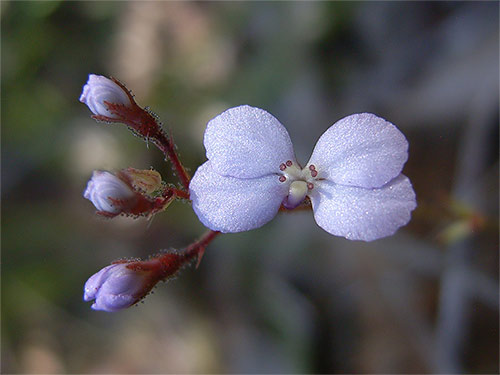
Stylidium amoenum
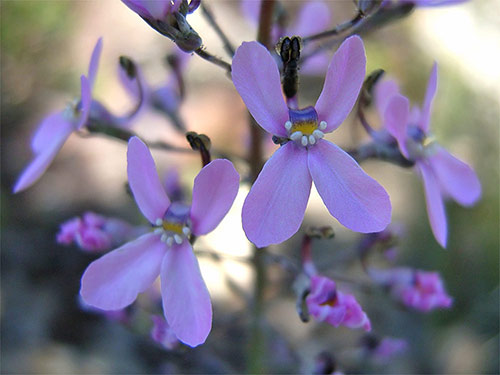
Stylidium brunonianum
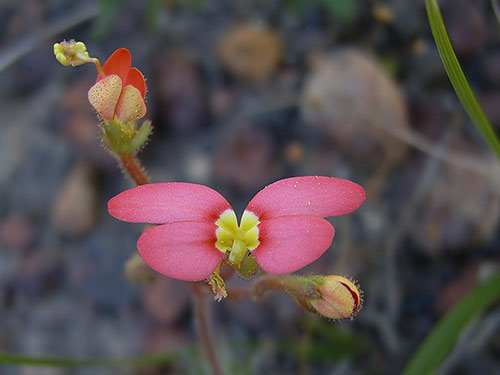
Stylidium bulbiferum
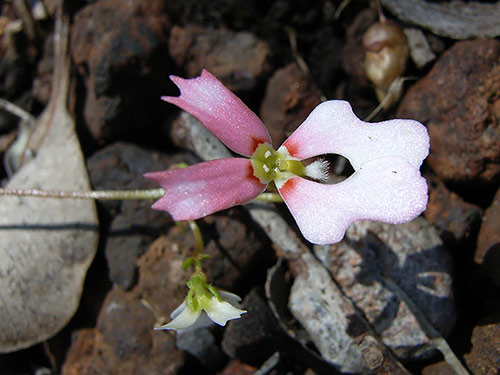
Stylidium calcaratum
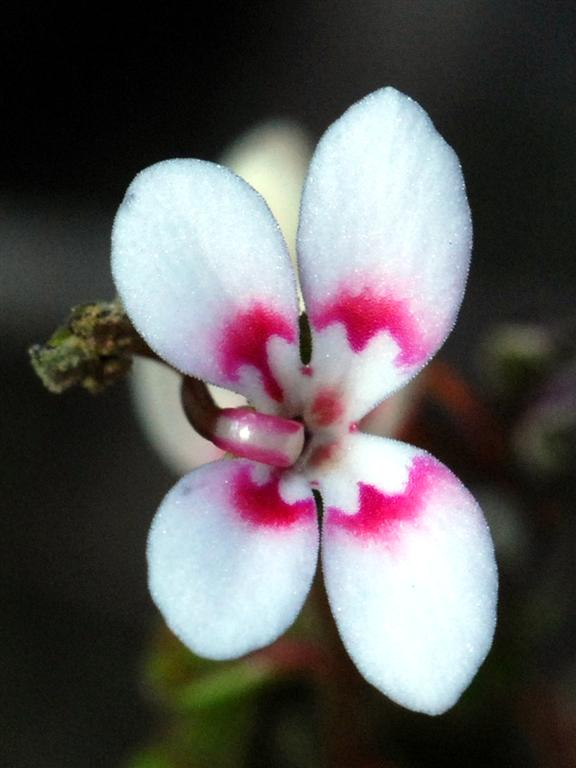
Stylidium dichotomum
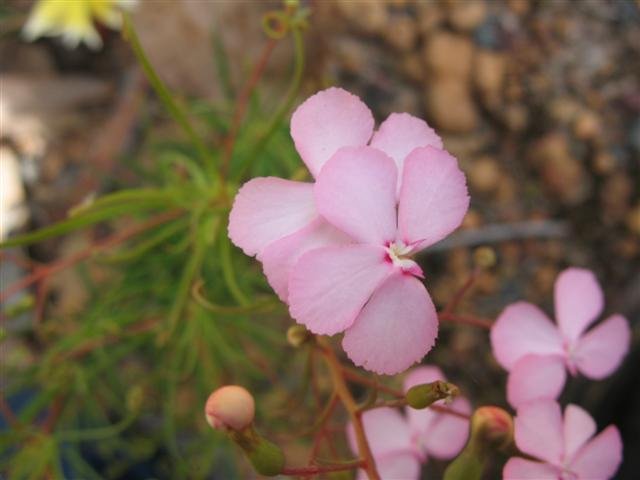
Stylidium scandens